# اورشلیم
اورشَلیم (به عبری: ירושלים با تلفظ «یِروشَلاییم» ، به عربی: أورشلیم القُدس) یا بَیْت‌المُقدَّس یا قُدس (به عربی: القُدس)، از قدیمی‌ترین شهرهای جهان در دامنه جبال الخلیل و نیز پایتخت بالفعل اسرائیل است که به صورت قانونی، بخش غربی آن، متعلق به اسرائیل و بخش شرقی آن که در اشغال اسرائیل است، به دولت فلسطین تعلق دارد اما از لحاظ بین‌المللی، این شهر، به صورت گسترده، به عنوان پایتخت اسرائیل یا فلسطین، به رسمیت شناخته نشده است. بخش باستانی این شهر، به دلیل وجود بناهای تاریخی-مذهبی مهم، از نظر ادیان ابراهیمی یهودیت، مسیحیت و اسلام، مقدّس، دانسته می‌شود. جمعیت اورشلیم در سال ۲۰۲۲، بیش از ۹۸۰٬۰۰۰ نفر و مساحت آن، ۱۲۵٫۱ کیلومترمربع است.
اورشلیم یکی از چهار شهر مقدس یهودیان محسوب می‌شود و در کنار شهرهای صفاد، حبرون و طبریه، محل سکونت بسیاری از دانشمندان مذهبی یهودی بوده است. این شهر مقدس‌ترین شهر در مسیحیت محسوب می‌شود. همچنین به دلیل قرار داشتن مسجدالاقصی قبلهٔ نخست مسلمانان در آنجا، بیت‌المقدس همچون مکه و مدینه، از مقدس‌ترین شهرهای مسلمانان است.
در طول تاریخ، اورشلیم دست کم دو بار تخریب، ۲۳ بار محاصره، ۴۴ بار مورد تصرف و بازپس‌گیری و ۵۲ بار مورد هجوم قرار گرفته است. بخشی از شهر موسوم به شهر داوود نخستین نشانه‌های سکونت در هزاره چهارم (پیش از میلاد) را به‌صورت اردوگاه‌های چادرنشینان نشان می‌دهد. در دوران بنی‌اسرائیل، ساخت‌وسازهای عمده در سده ۹ (پیش از میلاد) (عصر آهن) آغاز شده، و در سده ۸ (پیش از میلاد) شهر به مرکز دینی و اداری پادشاهی یهودا تبدیل شد. در سال ۱۵۳۸ میلادی، دیوارهای شهر برای واپسین بار توسط سلیمان یکم بازسازی شد. امروزه، این دیوارها محدودهٔ شهر باستانی را که به‌طور تاریخی به چهار بخش ارمنی، مسیحی، یهودی و مسلمان‌نشین تقسیم می‌شود، مشخص می‌کنند. در سال ۱۹۸۱ شهر باستانی به‌عنوان میراث جهانی یونسکو ثبت شده و امروزه در فهرست میراث جهانی در معرض خطر قرار دارد. در سال ۲۰۱۵، اورشلیم جمعیتی در حدود ۸۵۰ هزار نفر، شامل ۲۰۰ هزار اسراییلی یهودی سکولار، ۳۵۰ هزار یهودی حریدی و ۳۰۰ هزار فلسطینی داشته است. در سال ۲۰۱۶، جمعیت شهر در حدود ۸۸۲۷۰۰ نفر بوده است که از این تعداد ۵۳۶۶۰۰ نفر (۶۰٫۸ درصد) یهودی، ۳۱۹۸۰۰ نفر (۳۶٫۲ درصد) مسلمان، ۱۵۸۰۰ نقر (۱٫۸ درصد) مسیحی و ۱۰۳۰۰ نفر (۱٫۲ درصد) نامشخص بوده‌اند.
بر اساس تنخ، داوود با غلبه بر یبوسیان شهر را فتح کرده و آن را پایتخت پادشاهی اسرائیل قرار داد و فرزند او سلیمان نخستین پرستش‌گاه اورشلیم را بنا نهاد. لقب شهر مقدس احتمالاً پس از ساخت معبد دوم اورشلیم مطرح شده است. تقدس اورشلیم در مسیحیت، علاوه بر اینکه در هفتادگانی تأکید شده، در عهد جدید نیز به‌واسطهٔ نقل تصلیب عیسی مورد تأکید مجدد قرار گرفته است. در اسلام، اورشلیم پس از مکه و مدینه سومین شهر مقدس شمرده می‌شود. بنا بر روایات اسلامی، در سال ۶۱۰ میلادی اورشلیم نخستین قبله مسلمانان شده و ده سال بعد محمد از آنجا به معراج رفته است. در نتیجه، به رغم مساحت ۰٫۹ کیلومتر مربعی، شهر باستانی محل قرارگیری بسیاری از بناهای مهم مذهبی از جمله کوه معبد شامل دیوار ندبه، قبةالصخره و مسجدالاقصی و همچنین کلیسای مقبره مقدس است.
امروزه وضعیت اورشلیم یکی از مسائل اساسی در منازعه فلسطین-اسرائیل به‌شمار می‌رود. در طول جنگ اعراب و اسرائیل در ۱۹۴۸، اورشلیم غربی جزو مناطق تصرف شده توسط اسرائیل بود، در حالی که اورشلیم شرقی، شامل شهر باستانی، توسط اردن تصرف و ضمیمه خاک آن کشور شد. اسرائیل بخش شرقی را در طی جنگ شش‌روزه ۱۹۶۷ تصرف کرده و آن را به همراه مناطق اطراف، ضمیمه اورشلیم کرد. بر مبنای قانون اساسی اسرائیل، اورشلیم پایتخت تقسیم‌ناپذیر کشور برشمرده می‌شود. تمامی دستگاه‌های اجرایی دولت اسرائیل، از جمله کنست (پارلمان اسرائیل)، اقامتگاه نخست‌وزیر و رئیس‌جمهور و دادگاه عالی در اورشلیم قرار دارند. با وجود اینکه جامعه بین‌المللی الحاق اورشلیم شرقی را غیرقانونی دانسته و اورشلیم شرقی را منطقهٔ فلسطینی اشغال‌شده توسط اسرائیل در نظر می‌گیرد، اسرائیل دست بالا را در حاکمیت بر اورشلیم غربی دارد.

## نام
نام این شهر در زبان عبری یروشلاییم و در زبان عربی قدس است. از دیگر نام‌های این شهر می‌توان به جروسلم، اورشلیم یا بیت‌المقدس اشاره کرد. نام اورشلیم برخلاف آنچه ممکن است بدواً به نظر آید توسط عبرانیان بر شهر نهاده نشده است بلکه اصلی اوگاریتی دارد. البته زبان اوگاریتی هم مانند زبان عبری از زبان‌های سامی است. نام اصلی شهر قبل از ورود عبرانیان اوراشالیموم یا اوراشالیمو به معنای بنیاد شلیم بود. شلیم یکی از خدایان اوگاریتی است. بعدها عبرانیان این نام را تغییر ندادند زیرا اورشلیم در زبان عبری به معنای «شهر صلح» می‌شد. از نگاه دستور زبان عبری، این کلمه از دو بخش «اور» به معنی شهر و «شلیم» به معنی صلح و دوستی است.
در متن‌های پهلوی از این شهر با نام اورشلیم (Urišlīm) یاد شده است. پس از اسلام در منابع فارسی از این شهر به‌طور عمده با سه نام ایلیا، اورشلیم (یا اورشلم) و بیت‌المقدس یاد شده است. در برخی از منابع فارسی این ایلیاست که نام عبری شهر دانسته شده است و نیز گفته شده است که اورشلیم نامی‌است که برخی ایرانیان شهر را به آن بازخوانند. در برخی منابع ایلیا یکی از سه شهرستان زمین بیت‌المقدس دانسته شده است. دو شهرستان دیگر را نام بلقا و اریحاست. هر دو صورت بیت‌المُقَدَّس و بیت‌المَقْدَس در زبان فارسی به کار رفته است. بیت‌المقدس اولین بار در قرن نهم میلادی در منابع اسلامی به کار رفته است. گرچه صورت بیت‌المَقْدَس اصیل‌تر است —و ترکیب عبری בית המקדש (بیت همقدش) با آن خویشاوند است — صورت بیت‌المقدَّس به‌طور خاص برای گنجانیدن در بحر متقارب (و بعضاً هزج) مناسب است و در شعر فارسی به کار گرفته شده است.
در بسیاری از متون کهن نظم و نثر فارسی از این شهر با نام بیت‌المقدس یاد شده است و بنا به گفتهٔ فردوسی نام این شهر در زبان پهلوی، گَنگْ دِژ هوخْت بوده است:
| به خشکی رسیدند سر کینه جوی  |  | به بیت‌المقدس نِهادند روی    |
| که بر پهلَوانی زبان راندند   |  | همی «گَنگ‌دِژ هوخْت» َش خواندند |
| به‌تازی کنون «خانهٔ پاک» خوان |  | برآورده ایوان ضحّاک دان     |

سیاست رسمی دولت اسرائیل، الزام می‌دارد که أُورُشَلِیمَ، که هم ریشه نام‌های عبری و انگلیسی ست، در کنار القُدس به صورت أُورُشَلِیمَ-القُدس به کار برود.

## تاریخچه

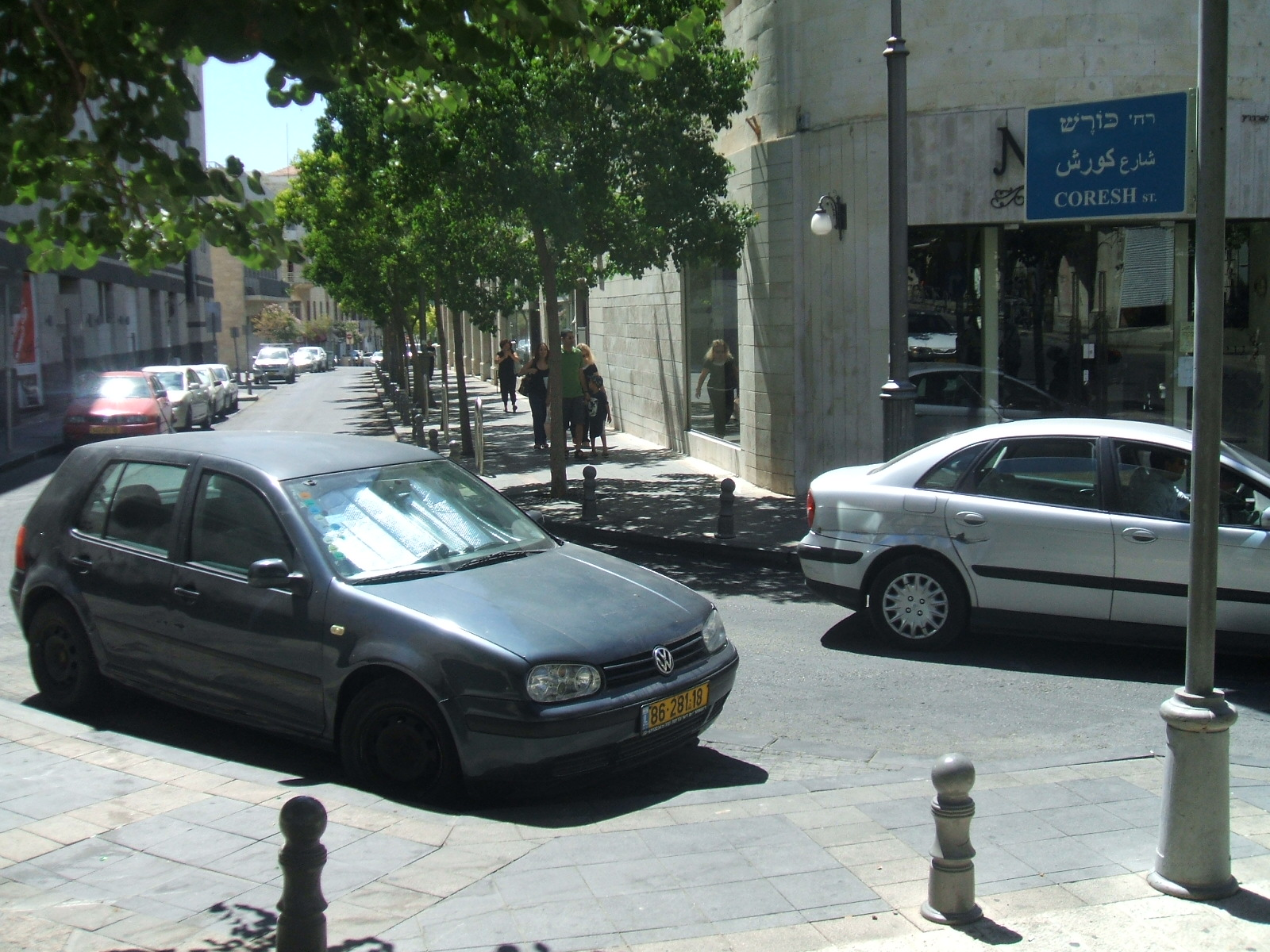
خیابان کورش در بخش مرکزی اورشلیم.

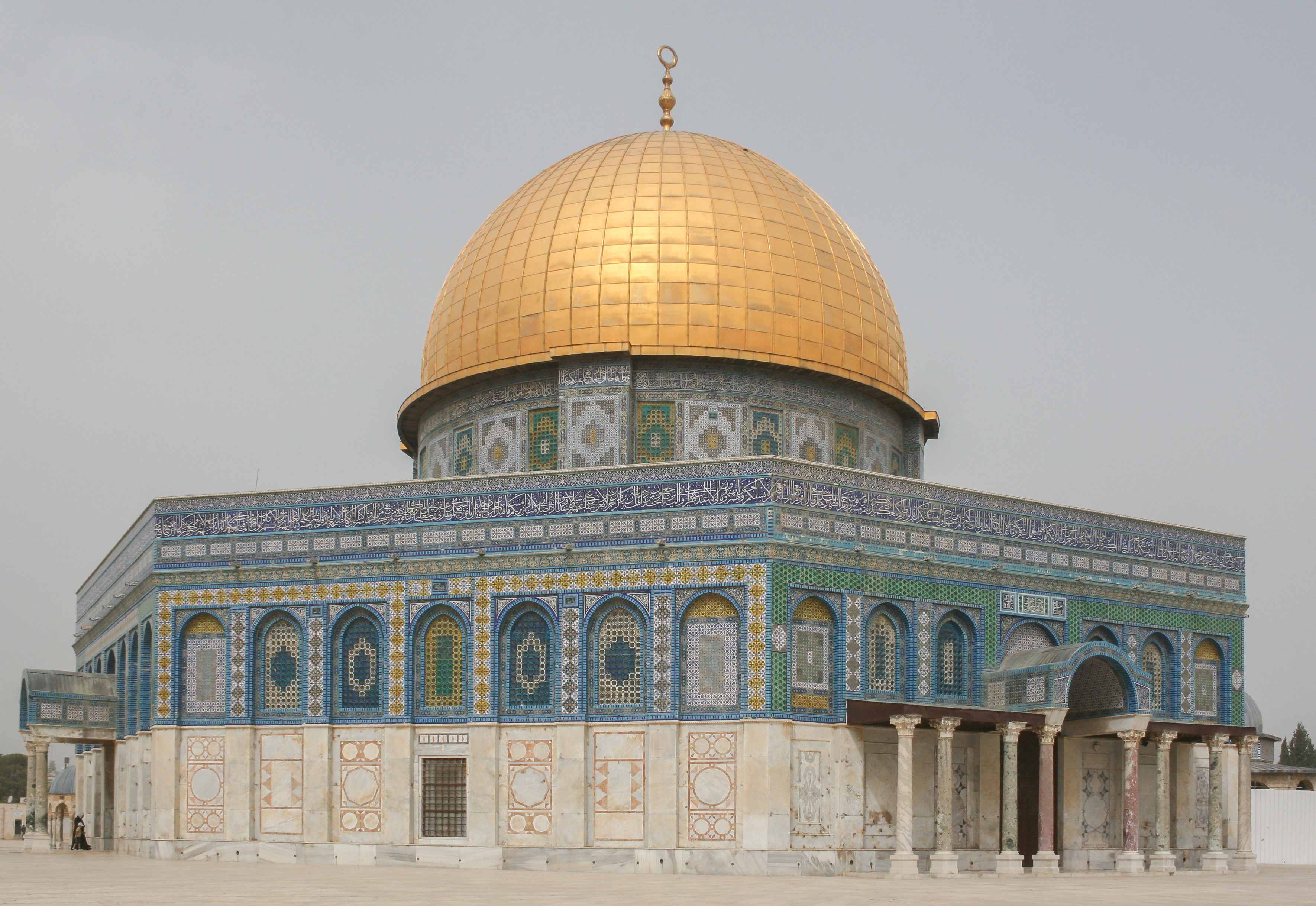
قبةالصخره در بخش قدیمی اورشلیم.

به دلیل موقعیت کلیدی شهر در ملی‌گرایی یهودی (صهیونیسم) و ملی‌گرایی فلسطینی، خلاصه کردن تاریخ ۵۰۰۰ ساله اورشلیم اغلب تحت تأثیر تعصبات یا پیش‌زمینه‌های ایدئولوژیکی قرار می‌گیرد. ملی‌گرایان یهودی یا اسرائیلی با تکیه بر اینکه اورشلیم خاستگاه و پایتخت بنی‌اسرائیل بوده است، مدعی حق حاکمیت بر شهر هستند. از سوی دیگر، ملی‌گرایان فلسطینی بر اساس حضور طولانی فلسطینیان در اورشلیم در طی قرن‌های متمادی، حق حاکمیت را از آن خود می‌دانند. ادعای هر دو طرف در خصوص تاریخ شهر از سوی طرف مقابل مورد شبهه قرار گرفته، و دیدگاه‌های متفاوت نویسندگان مختلف نسبت به وقایع و اعصار مختلفِ تاریخ شهر به‌خوبی بیانگر این موضوع است.

### پیشاتاریخ
تپهٔ واقع شده در جنوب شرق شهر، موسوم به شهر داوود، هستهٔ نخستینِ اورشلیمِ باستان را در برمی‌گیرد. در حدود ۶ تا ۷ هزار سال پیش، چوپانان در نزدیکی چشمه‌ی گیهون که در این منطقه قرار دارد اردو زده که بقایای این سکونت‌های اولیه در قالب دست‌ساخته‌های سنگی و سفالین از دوران مس‌سنگی به جا مانده است.

### دوران باستان
سکونتگاه‌های دائمی تنها چند سده بعد در حدود ۲۸۰۰–۳۰۰۰ سال پیش از میلاد در عصر برنزِ آغازین و در تپهٔ جنوب شرقی در قالب یک روستای کوچک شکل گرفت. ساکنان شهر در این دوران کنعانیان بوده‌اند، که به عقیدهٔ باستان‌شناسان با پذیرش کیش یکتاپرستی بر محور یهوه بنی‌اسرائیل را شکل دادند.
در اواخر عصر برنز، اورشلیم پایتخت یک حکومت محلی رعیت-محور مصری، دارای یک پادگان نظامی کوچک و تحت فرمانروایی عبدی هیبا بوده است. در زمان ستی یکم (۱۲۹۰–۱۲۷۹ پیش از میلاد) و رامسس دوم (۱۲۷۹–۱۲۱۳ پیش از میلاد)، همگام با توسعهٔ شهر ساخت‌وسازهای عمده در آن انجام شد.
بقایای باستانشناسی از دوران بنی‌اسرائیل شامل مواردی مانند تونل سیلوام (آباره‌ای ساخته‌شده توسط حزقیا، پادشاه یهودا)، دیوار عریض (استحکامی دفاعی که در سدهٔ هشتم پیش از میلاد توسط حزقیا ساخته شده)، گورستان سیلوان و برج بنی‌اسرائیل می‌شود. آب‌انباری متعلق به این دوره در سال ۲۰۱۲ در نزدیکی طاق رابینسون کشف شد، که حاکی از وجود منطقه‌ای با تراکم جمعیتی بالا در غرب کوه معبد در زمان پادشاهی یهودا است.
دوران معبد اول اورشلیم در حدود سال ۵۸۶ پیش از میلاد و با فتح یهودا و اورشلیم و تخریب شهر و معبد توسط بخت نصر پادشاه امپراتوری بابل نو پایان یافت.

### دورهٔ روایت شده در کتاب مقدس
این دوره، که در آن کنعان بخشی از امپراتوری مصر بوده، همزمان با روایات کتاب مقدس از فتح کنعان توسط یوشع بن نون است. با این وجود باور عمومی بر این است که کتاب یوشع ارزش تاریخی اندکی در مورد اسرائیل باستان دارد.
در کتاب مقدس، اورشلیم در درون سرزمینِ متعلق به قبیلهٔ بنیامین که توسط یبوسیان تصرف شده، تعریف می‌شود. بنا بر روایات داوود در جریان محاصره‌ی یبوس اورشلیم را فتح کرده و پایتخت خود را از حبرون به آنجا منتقل کرد. بعدها اورشلیم پایتخت پادشاهی اسرائیل و یکی از چند مرکز مذهبی آن شد. دلیل این انتخاب احتمالاً ناشی از این واقعیت بوده که اورشلیم نقشی در سازوکار قبیله‌ای اسرائیل نداشته و در نتیجه مناسب مرکزیت آن بوده است.

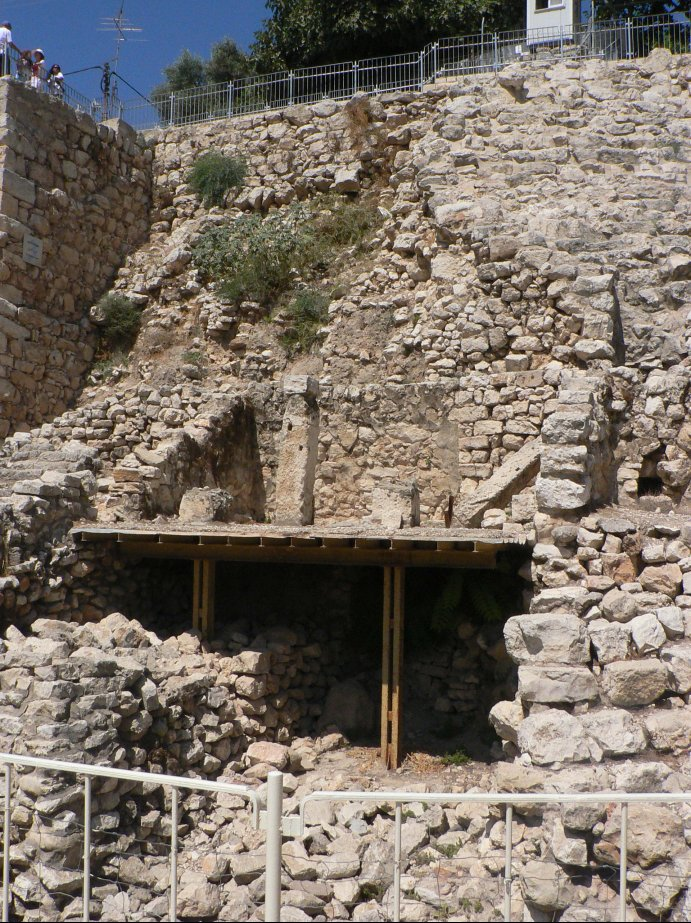
سازهٔ سنگی پلکانی در شهر داوود، قدیمی‌ترین بخش اورشلیم

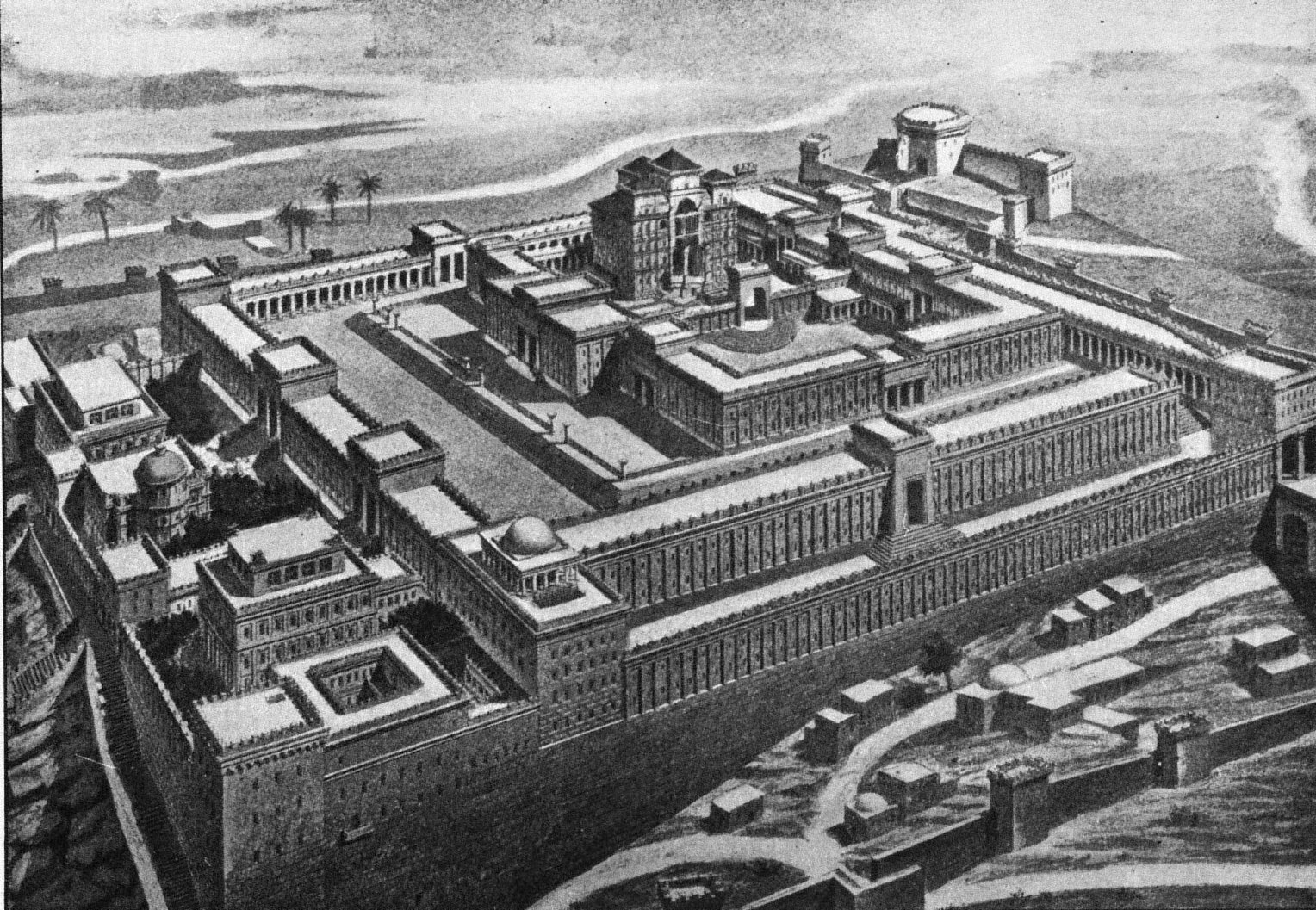
یک بازسازی قدیمی (۱۹۱۰ میلادی) از هیکل سلیمان، بر اساس متون کتاب مقدس

بر اساس کتاب مقدس، داوود ۴۰ سال بر اورشلیم حکومت کرد و سپس پسرش سلیمان جانشین وی شده و پرستش‌گاه اورشلیم را بر فراز کوه موریا ساخت. هیکل سلیمان (موسوم به معبد اول) به عنوان مکان نگهداری تابوت عهد نقش اساسی در یهودیت داشته است. با مرگ سلیمان، ده قبیلهٔ شمالی از اسباط اسرائیل از پادشاهی متحد خارج شده و حکومت خود را در شمال اسرائیل تشکیل دادند. قبایل جنوبی نیز به همراهی کاهنان، در اورشلیم باقی مانده و پادشاهی یهودا را به پایتختی آن شکل دادند.

### دورهٔ باستان
در سال ۵۳۸ پیش از میلاد، کوروش بزرگ به اسیران یهودی در بابل اجازه داد تا به اورشلیم بازگردند و معبد را بازسازی کنند. ساخت معبد دوم اورشلیم در ۵۱۶ پیش از میلاد، ۷۰ سال پس از تخریب هیکل سلیمان، در دوران زمامداری داریوش بزرگ پایان یافت.
در حدود سال ۴۸۵ پیش از میلاد، اورشلیم توسط اتحادی از حکومت‌های همسایه محاصره، اشغال و تا حد زیادی تخریب شد. در حدود سال ۴۴۵ پیش از میلاد، اردشیر یکم، فرمان بازسازی شهر را صادر کرد. به این ترتیب اورشلیم به نقش محوری خود به عنوان پایتخت یهودا و مرکز عبادی یهودیت بازگشت.

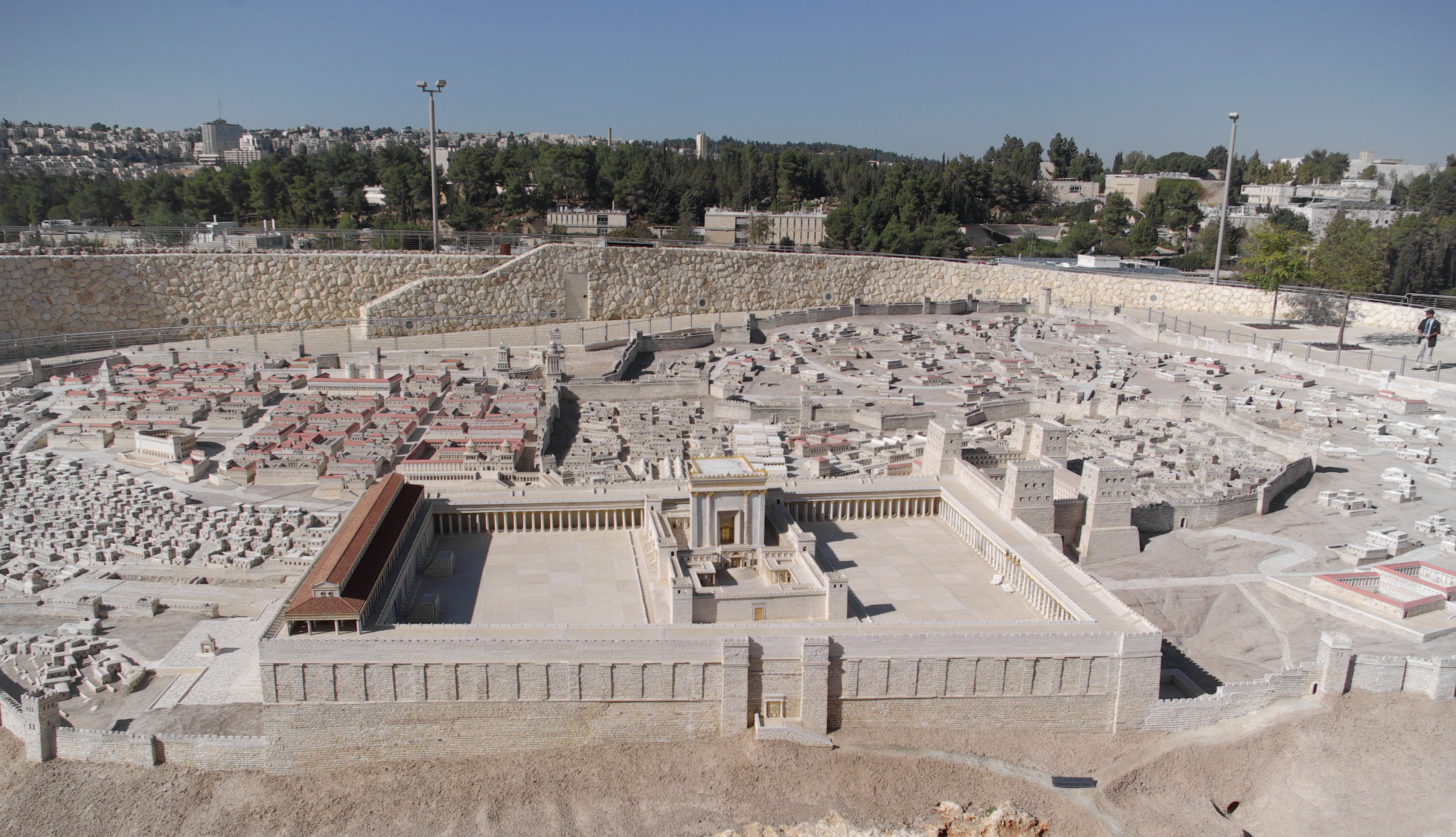
مدلی از معبد دوم اورشلیم در مقیاس ۱:۵۰ که نخستین بار در سال ۱۹۶۶ ساخته شده و از آن زمان با پیشرفت اطلاعات باستانشناسی تکمیل شده است

امروزه مقبره‌های بسیاری مربوط به دوران معبد دوم در اورشلیم کشف شده‌اند. مثالی از این دست، که در شمال شهر قدیم کشف شده، بقایای انسانی در یک استودان منقش به کتیبه‌هایی به زبان آرامی را در بر می‌گیرد. مقبره‌ی سنت جیمز در دره‌ی کیدرون، که با کتیبه‌هایی به زبان عبری و ستون‌هایی به سبک دوریک تزئین شده، احتمالاً محل دفن کاهنان معبد دوم است.
وقتی اسکندر مقدونی بر شاهنشاهی هخامنشی غلبه کرد، اورشلیم و یهودا نخست تحت کنترل مقدونیه، و در نهایت بطلمیوس یکم سوتر از دودمان بطلمیوسی قرار گرفت. در سال ۱۹۸ پیش از میلاد، آنتیوخوس سوم از امپراتوری سلوکی با شکست بطلمیوس پنجم اورشلیم و یهودا را تحت زمامداری خود درآورد. تلاش سلوکیان برای بازنشانی اورشلیم به‌صورت یک شهر-ایالت هلنیستی با شورش مکابیان به سرکردگی متتیای کاهن و پنج پسرش علیه آنتیوخوس چهارم بی‌نتیجه ماند. این شورش در سال ۱۵۲ پیش از میلاد، منجر به تشکیل پادشاهی حشمونیان به پایتختی اورشلیم شد.
در سال ۶۳ پیش از میلاد، پومپه کبیر در تلاش برای به‌دست آوردن تاج و تخت حشمونیان، اورشلیم را تصرف کرده و یهودا را جزو قلمرو جمهوری روم درآورد. به دنبال تاخت و تاز شاهنشاهی اشکانی در پشتیبانی از حکمرانان رقیب حشمونی، یهودا صحنهٔ کشمکش میان نیروهای وابسته به روم و اشکانیان شده، که در نهایت منجر به ظهور هرود بزرگ از دودمان ادوم شد.

سکهٔ ضرب شده توسط شورشیان یهودی در سال ۶۸ میلادی. عبارت "شکل، اسرائیل. سال ۳" در یک رو، و عبارت "اورشلیم مقدس" در روی دیگر سکه، به الفبای نیاعبری نقش بسته است

با قدرت گرفتن روم، هرود به عنوان پادشاه دولت اقماری یهودی گمارده شد. هرود بزرگ به توسعه و زیباسازی شهر پرداخت. در زمان وی دیوارها، برج‌ها و کاخ‌های متعددی ساخته شد. همچنین کوه معبد توسعه داده شده و محوطهٔ آن با بلوک‌های عظیم سنگی به وزن بیش از ۱۰۰ تن مستحکم شد. در زمان هرود مساحت محوطهٔ کوه معبد دو برابر شد. در زمان کوتاهی پس از مرگ هرود، در سال ۶ میلادی، یهودا تحت کنترل مستفیم امپراتوری روم درآمد. با این وجود، دودمان هرودیان پس از اگریپای دوم تا سال ۹۶ میلادی به‌صورت پادشاهان دست نشاندهٔ مناطق مجاور باقی ماندند. سلطهٔ رومیان بر اورشلیم در طی نخستین جنگ یهود-روم به چالش کشیده شده اما با غلبهٔ رومیان و تخریب شهر به حالت عادی بازگشت. بنابر روایت یوسف فلاوی مورخ یهودی، شهر «چنان با خاک یکسان شد که هیچ نشانی دال بر سکونت قبلی در آن به‌جای نمانده بود.» شورش دیگری موسوم به شورش بارکوخبا در سال ۱۳۲ میلادی رخ داد که در سال ۱۳۵ میلادی توسط رومیان سرکوب شد. با این وجود، تحقیقات اخیر نشان داده است که شورشیان بارکوخبا هرگز نتوانستند کنترل شهر را در دست بگیرند.

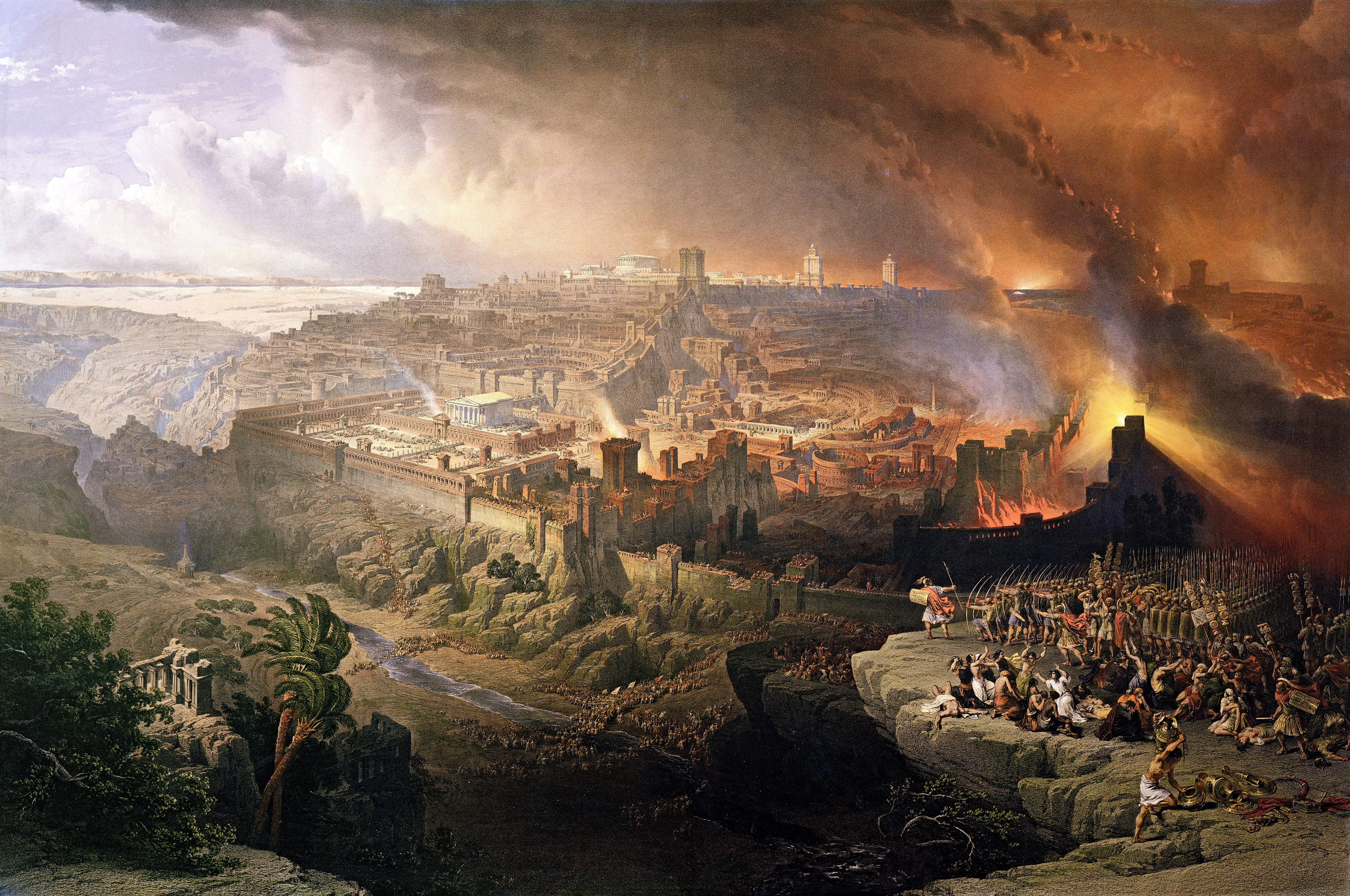
محاصره و تخریب اورشلیم توسط رومیان (دیوید رابرتز، ۱۸۵۰)

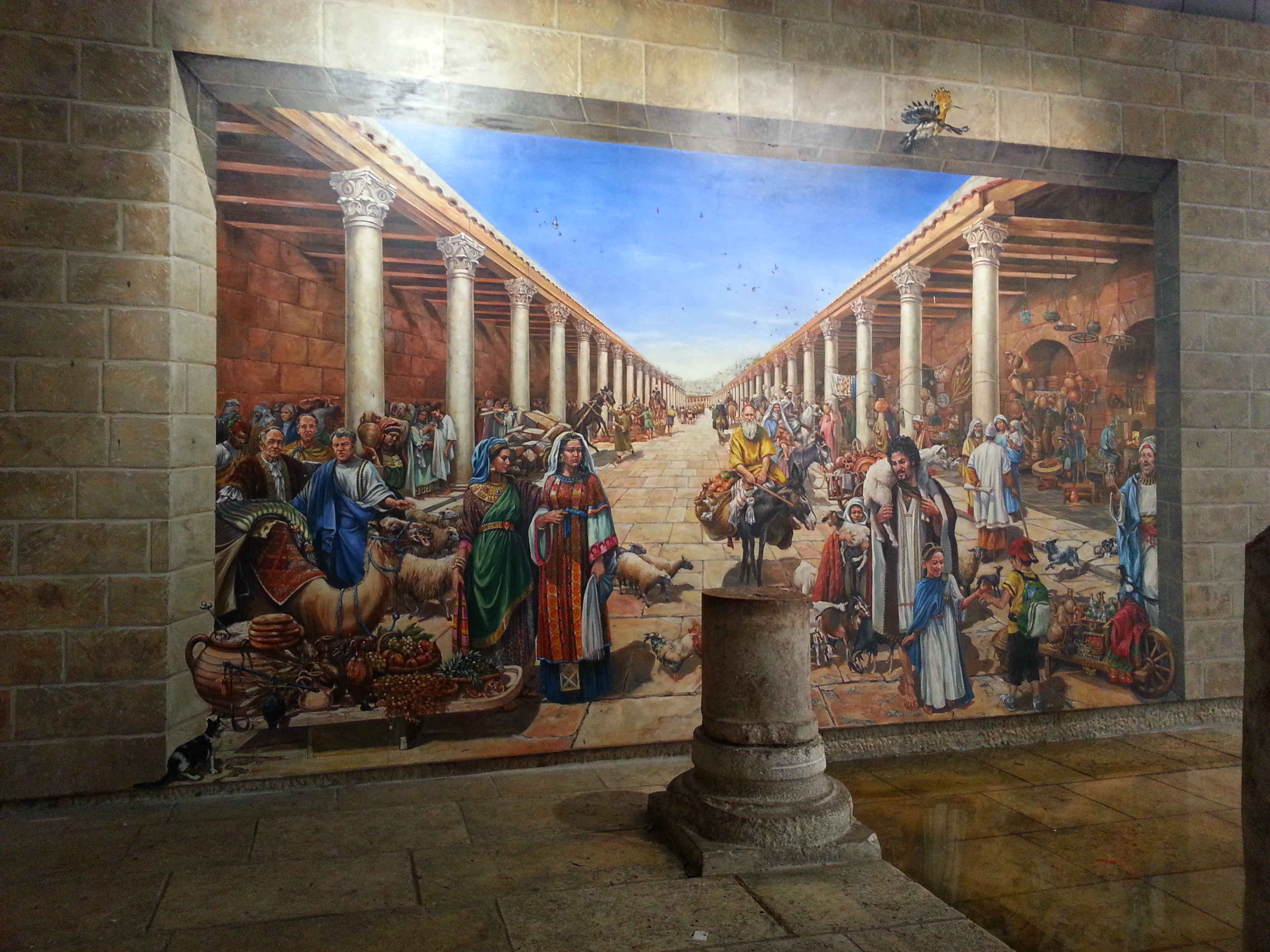
نقاشی دیواری از خیابانی در اورشلیم در دوران بیزانس

به دنبال شورش بارکوخبا، امپراتور هادریانوس استان یهودا را با استان‌های مجاور تجمیع کرده و نام سوریه فلسطین را بر آن نهاد. نام اورشلیم نیز به ایلیا کاپیتولینا تغییر یافته، و شهر بر اساس معماری رایج رومی بازسازی شد. در این دوران یهودیان تنها یک روز در سال، در روز عید تیشا بئاو، اجازهٔ ورود به شهر را داشتند. این تدابیر، (که پیروان یهودیِ مسیح نیز مشمول آن بودند) اساساً منجر به سکولاریزه شدن شهر شد. این محدودیت‌ها تا قرن هفتم وجود داشتند، با این وجود، بعدها معافیتی برای مسیحیان در نظر گرفته شد: در طول قرن چهارم، امپراتور روم کنستانتین بزرگ دستور ساخت مکان‌های مقدس مسیحی، شامل کلیسای مقبره مقدس را صادر کرد. از آنجا که بقایای یافت‌شده مربوط به دوران بیزانس منحصراً مسیحی هستند، می‌توان نتیجه گرفت که در این دوران تنها مسیحیان در شهر ساکن بوده‌اند.
در قرن پنجم، امپراتوری بیزانس، به پایتختی قسطنطنیه کنترل شهر را در دست گرفت. در طی چند دهه، حاکمیت بر اورشلیم نخست از بیزانس به شاهنشاهی ساسانی، و سپس دوباره به روم-بیزانس رسید. در اوایل قرن هفتم، به دنبال پیشروی‌های پادشاه ساسانی خسرو پرویز در سوریه، سرداران وی شهربراز و شاهین بهمن‌زادگان به کمک یهودیانِ استان فلسطین که بر ضد بیزانس بپا خاسته بودند، به اورشلیم (در فارسی موسوم به دژ هودخ) تاختند.

در جریان محاصره اورشلیم توسط ارتش شاهنشاهی ساسانی در سال ۶۱۴، شهر پس از ۲۱ روز تصرف شد. بر اساس روایات بیزانسیان، ده‌ها هزار مسیحی به دست ارتش ساسانی و یهودیان کشته شده و بناهای مقدس آن‌ها از جمله کلیسای مقبره مقدس تخریب شدند. با این وجود صحت این روایات موضوع بحث‌های بسیاری در بین مورخان بوده است. شهر فتح شده به مدت پانزده سال جزو قلمرو ساسانیان باقی ماند تا اینکه در سال ۶۲۹ امپراتور بیزانس هراکلیوس کنترل شهر را در دست گرفت.

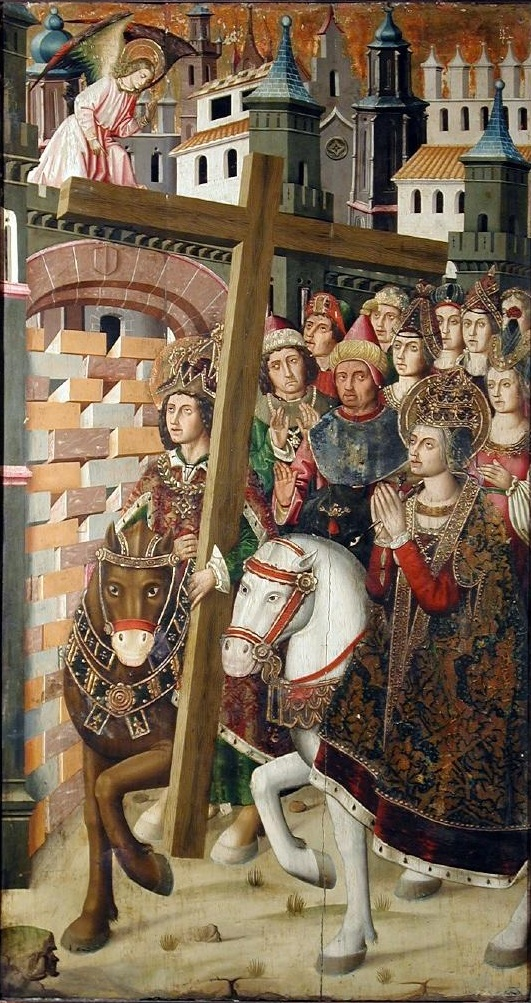
نقاشی اسپانیایی از قرن پانزدهم که امپراتور هراکلیوس را در حال بازگرداندن صلیب به اورشلیم نشان می‌دهد

جمعیت اورشلیم در پایان دوران معبد دوم به ۲۰۰ هزار نفر و مساحت آن به دو کیلومتر مربع افزایش یافت.

### دورهٔ اسلامی اولیه

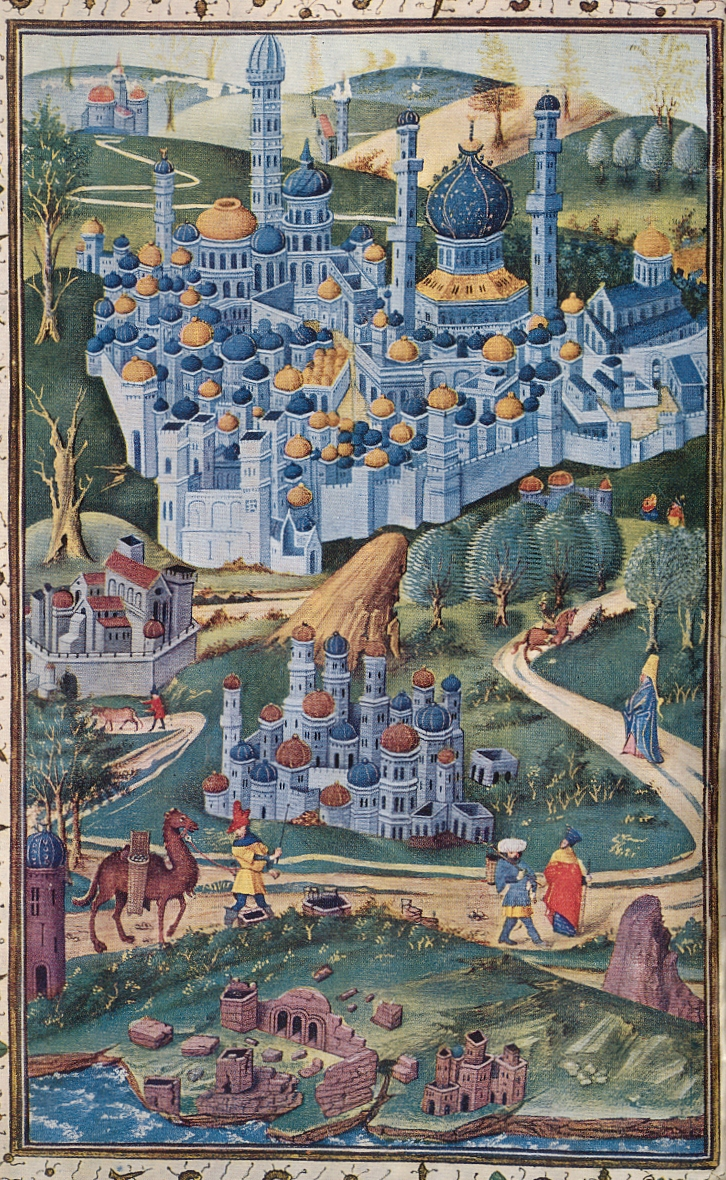
نقاشی مربوط یه سال ۱۴۵۵ که اورشلیم را از سمت شرق به تصویر می‌کشد؛ قبةالصخره در سمت چپ مسجدالاقصی، و کلیسای مقبرهٔ مقدس در سمت چپ تصویر دیده می‌شود.

اورشلیمِ دوران بیزانس در سال ۶۳۸ میلادی توسط سپاهیان عرب عمر بن خطاب فتح شد. مسلمانان صدر اسلام، کوه معبد را شهر بیت‌المقدس ("شهر معبد")، و باقی شهر را (بر اساس نام رومی شهر، آلیا کاپیتولینا) لیا می‌نامیدند. بعدها کوه معبد «حرم شریف»، و باقی شهر «بیت‌المقدس» نامیده شد. روند اسلامی‌سازی اورشلیم در سال اول هجری (۶۲۳ میلادی)، زمانی که به دنبال معراج پیامبر اسلام اورشلیم به عنوان قبلهٔ مسلمانان تعیین شد، آغاز گشت. پس از ۱۳ سال، قبله به مکه تغییر یافت. در سال ۶۳۸ میلادی، خلافت اسلامی قلمرو خود را به اورشلیم گسترش داد. به دنبال فتح شام به‌دست مسلمانان، یهودیان اجازه یافتند که به شهر بازگردند. خلیفه عمر بن خطاب در پیمانی با پاتریارک مسیحی اورشلیم، سفرونیوس، به وی اطمینان داد که مسیحیان اورشلیم و مکان‌های مقدس آن‌ها مورد محافظت قرار می‌گیرند. بنا بر روایات عربی-مسیحی، زمانی به عمر بن خطاب اجازه داده شد که در کلیسای مقبره مقدس نماز بخواند، وی نپذیرفت تا مسلمانان درخواست تغییر کلیسا به مسجد را نداشته باشند. او نماز خود را در بیرون کلیسا، جایی که مسجد عمر در روبروی ورودی کلیسا، واقع شده است، به‌جای آورد. بنا به روایت اسقف اهل گل، آرکالف، که از سال ۶۷۹ تا ۶۸۸ ساکن اورشلیم بوده، مسجد عمر بنایی مستطیلی چوبی بود که بر روی ویرانی‌های شهر ساخته شده و ۳۰۰۰ نفر در خود جای می‌داد.

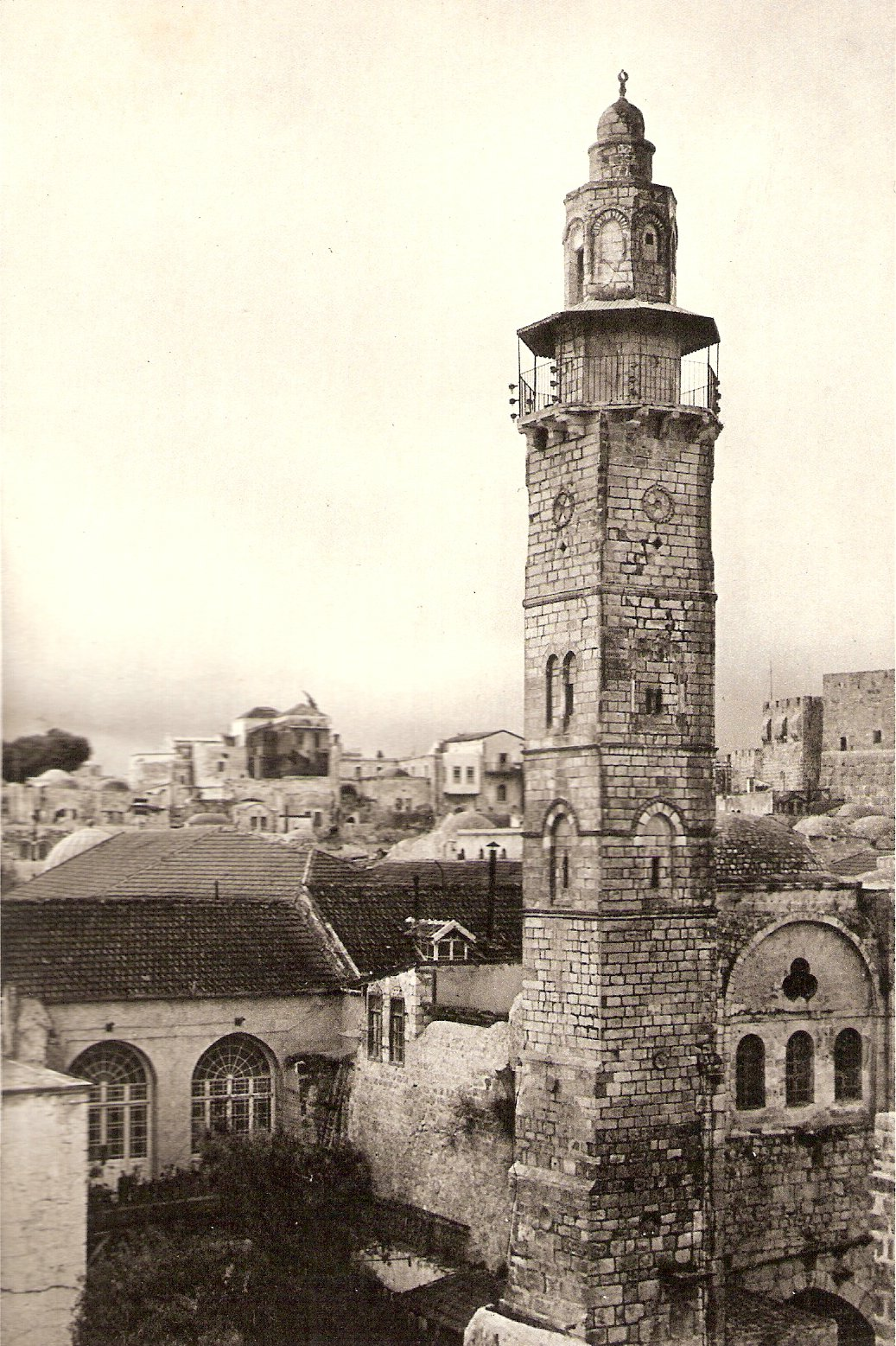
منارهٔ مسجد عمر در سال ۱۹۲۵

زمانی که سپاهیان عمر بن خطاب در سال ۶۳۷ به بیت‌المقدس رسیدند، شهر را برای یافتن مکان مسجدالاقصی که در قرآن و حدیث به آن اشاره شده بود، جست و جو کردند. بنا به منابع معاصر عربی و عبری آن‌ها مکان مذکور را که به‌صورت خرابه‌ای درآمده بود، یافته و به کمک یهودیان آن را پاکسازی کردند. در اواخر قرن هفتم میلادی، خلیفهٔ اموی عبد الملک بن مروان دستور ساخت حرمی بر روی کوه معبد را صادر کرد، که امروزه قبةالصخره نامیده می‌شود. تمیمی طبیب و شمس‌الدین مقدسی جغرافیدان، دو تن از ساکنان عرب معروف شهر در قرن دهم میلادی بوده‌اند. بنا به روایت شمس‌الدین مقدسی، عبدالملک عمارت مذکور را برای رقابت با شکوه کلیساهای اورشلیم بنا کرد.

در طول چهارصد سال بعد، اهمیت اورشلیم به دلیل رقابت اعراب بر سر کنترل شهر رو به افول نهاد. شهر در سال ۱۰۷۳ میلادی توسط سردار سلجوقی آتسیز تصرف شد. پس از کشته شدن آتسیز، شاهزادهٔ سلجوقی تتش یکم، حکومت شهر را به ارتق بیگ سردار دیگر سلجوقی واگذار کرد. پس از مرگ ارتق در ۱۰۹۱، پسران وی سکمان و ایلغازی تا سال ۱۰۹۸ و تصرف شهر توسط فاطمیان، بر آن حکومت کردند. 

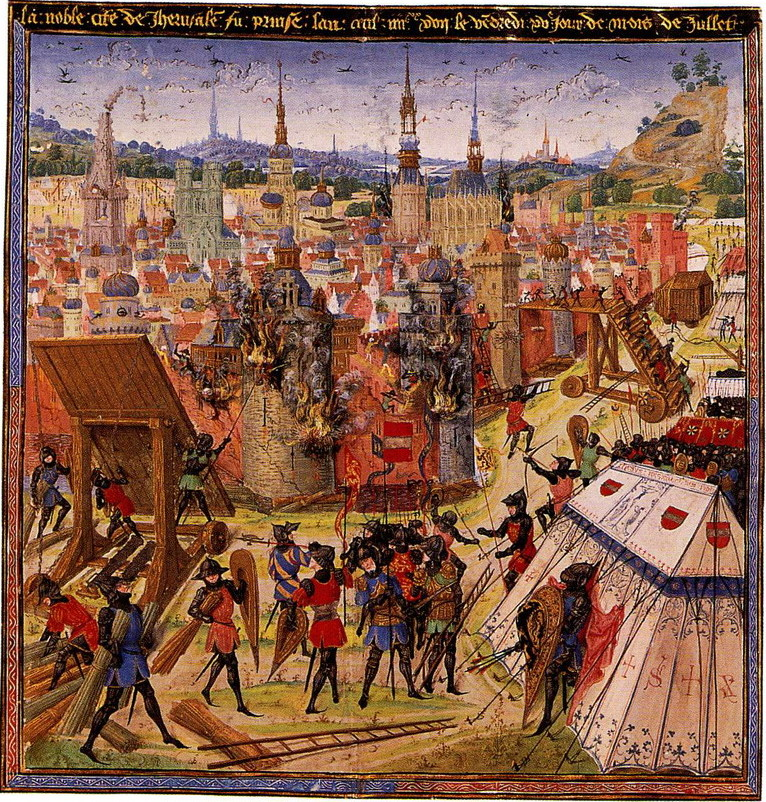
نقاشی قرون وسطایی از تسخیر اورشلیم در طی جنگ اول صلیبی، ۱۰۹۹

در اواخر هزاره اول میلادی، جنبشی از قرائیم موعودباور در اورشلیم شکل گرفت، که منجر به ظهور «عصر طلایی» قرائیم در آنجا شد، که تا زمان جنگ‌های صلیبی ادامه داشت.

### دورهٔ صلیبی/ایوبی

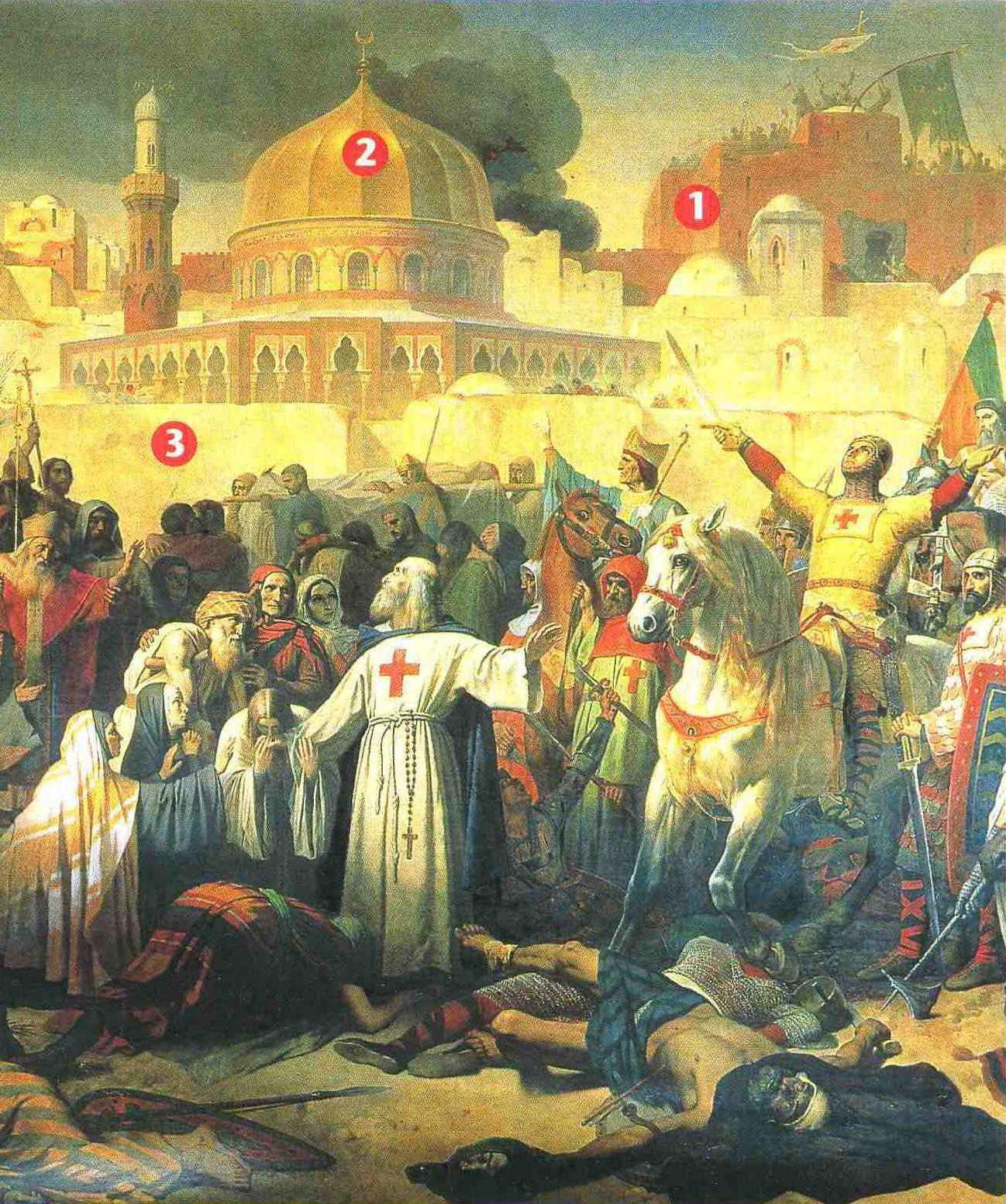
ورود صلیبیان به شهر در پانزده ژوئیه ۱۰۹۹: (۱) کلیسای مقبرهٔ مقدس، (۲) قبةالصخره، (۳) حصارهای شهر

در سال ۱۰۹۹، پیش از محاصرهٔ شهر در خلال نخستین جنگ صلیبی، حکمران فاطمیِ وقت مسیحیان شهر را تبعید کرده بود. پس از هجوم و تسخیر شهر، صلیبیان بیشتر ساکنان مسلمان و یهودی شهر را قتل‌عام کرده، و آن را پایتخت پادشاهی اورشلیم قرار دادند. به منظور جلوگیری از بازگشت مسلمانان و یهودیان جان بدر برده، جمعیتی متشکل از یونانیان، بلغارها، مجارها، گرجی‌ها، ارمنیان، سوری‌ها، مصریان، نسطوریان، مارونی‌ها و قبطیان در شهری که عملاً تخلیه شده بود اسکان داده شدند. در بخش شمال شرقی شهر نیز مسیحیان اهل سرزمین‌های شرق رود اردن ساکن شدند. در نتیجه، در سال ۱۰۹۹ جمعیت اورشلیم مجدداً افزایش یافته و به ۳۰۰۰۰ نفر رسید.
در سال ۱۱۸۷، صلاح‌الدین ایوبی شهر را از سپاهیان صلیبی بازپس گرفته و یهودیان و مسلمانان اجازهٔ بازگشت و سکونت در شهر را یافتند. بیش از ۶۰۰۰۰ نفر از فرانک‌ها تسلیم و آزاد شده و جمعیت مسیحیان شرقی ساکن در شهر نیز در آن باقی ماندند. در دوران ایوبیان، ساخت و ساز خانه‌ها، بازارها، گرمابه‌ها و مسافرخانه‌ها توسعه داده شد. با این وجود، در قرن سیزدهم شهر به دلیل از دست دادن ارزش استراتژیک خود و کشمکش میان ایوبیان ماهیتی روستایی پیدا کرد.
از سال ۱۲۲۹ تا ۱۲۴۴، در نتیجهٔ پیمان ۱۲۲۹ بین فریدریش دوم، امپراتور مقدس روم و الکامل محمد بن عادل، سلطان ایوبی مصر، کنترل شهر به‌طور مسالمت آمیز به مسیحیان بازگردانده شده و بدین ترتیب جنگ صلیبی ششم پایان یافت. کنترل مکان‌های مقدس مسلمانان در دست ایوبیان باقی مانده و فردریک از تغییر استحکامات شهر منع شد.
در ۱۲۴۴، اورشلیم توسط خوارزمشاهیان تسخیر شده و مسیحیان شهر قلع و قمع و یهودیان از آنجا رانده شدند. بعدها در ۱۲۴۷ خوارزمشاهیان مغلوب ایوبیان شدند.

### دورهٔ مملوک
از سال ۱۲۶۰ تا ۱۵۱۷، اورشلیم تحت حاکمیت مملوک‌ها بود. تا حدود سال ۱۳۰۰، درگیری‌های زیادی بین مملوک‌ها از یک سو، و صلیبیان و مغول‌ها، از سوی دیگر رخ داد. این منطقه همچنین شاهد زمین لرزه‌های متعدد و شیوع مرگ سیاه بوده است.
زمانی که موشه بن نحمان در ۱۲۶۷ از شهر دیدن کرد، از بین جمعیت ۲۰۰۰ نفری شهر تنها دو خانوار یهودی و ۳۰۰ نفر مسیحی در آن یافت.
مجدالدین فیروزآبادی فرهنگ‌نویس ایرانی (۱۳۲۹–۱۴۱۴ میلادی) ده سال از عمر خود در اورشلیم گذراند.

### دورهٔ عثمانی (سدهٔ ۱۶ تا ۱۹ میلادی)

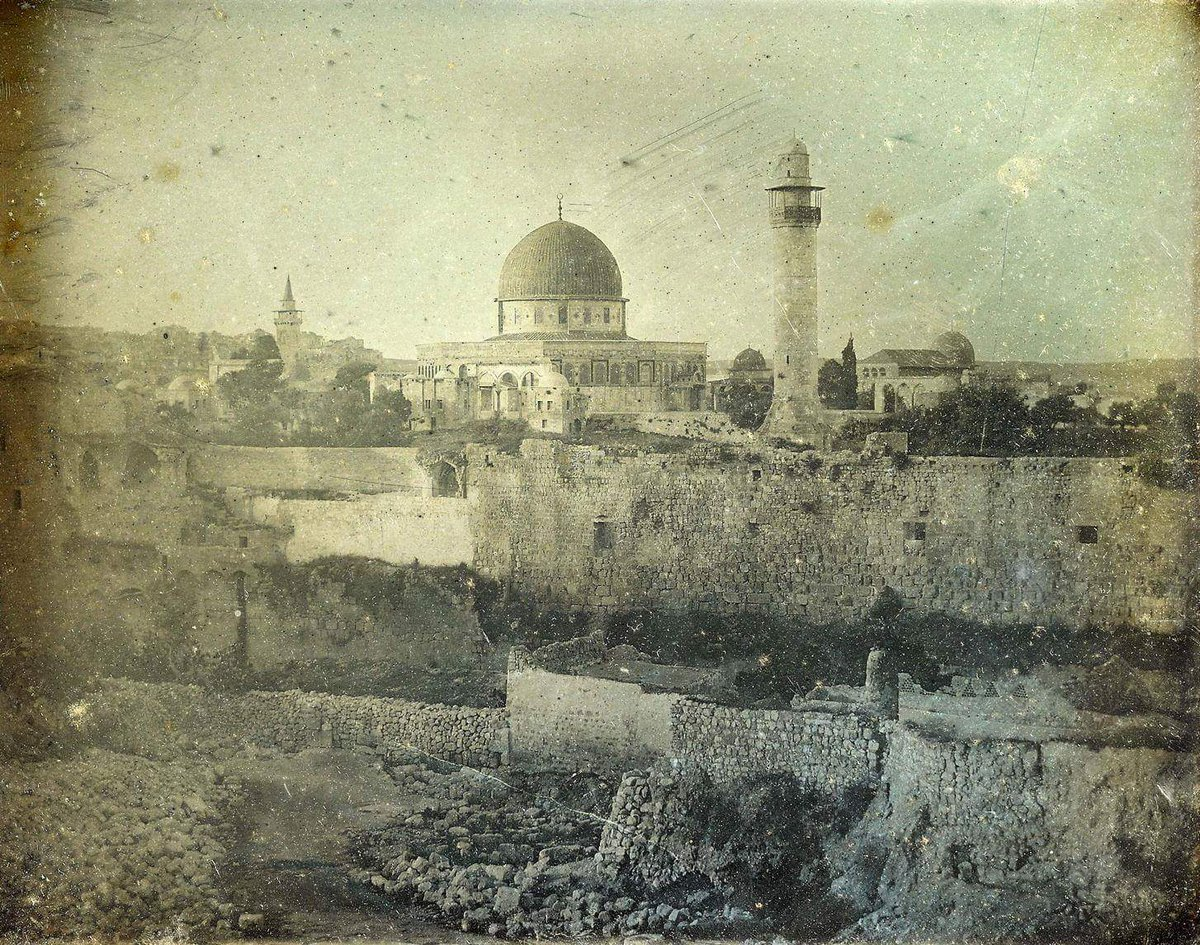
داگرئوتایپ مربوط به سال ۱۸۴۴ (قدیمی‌ترین عکس از شهر)

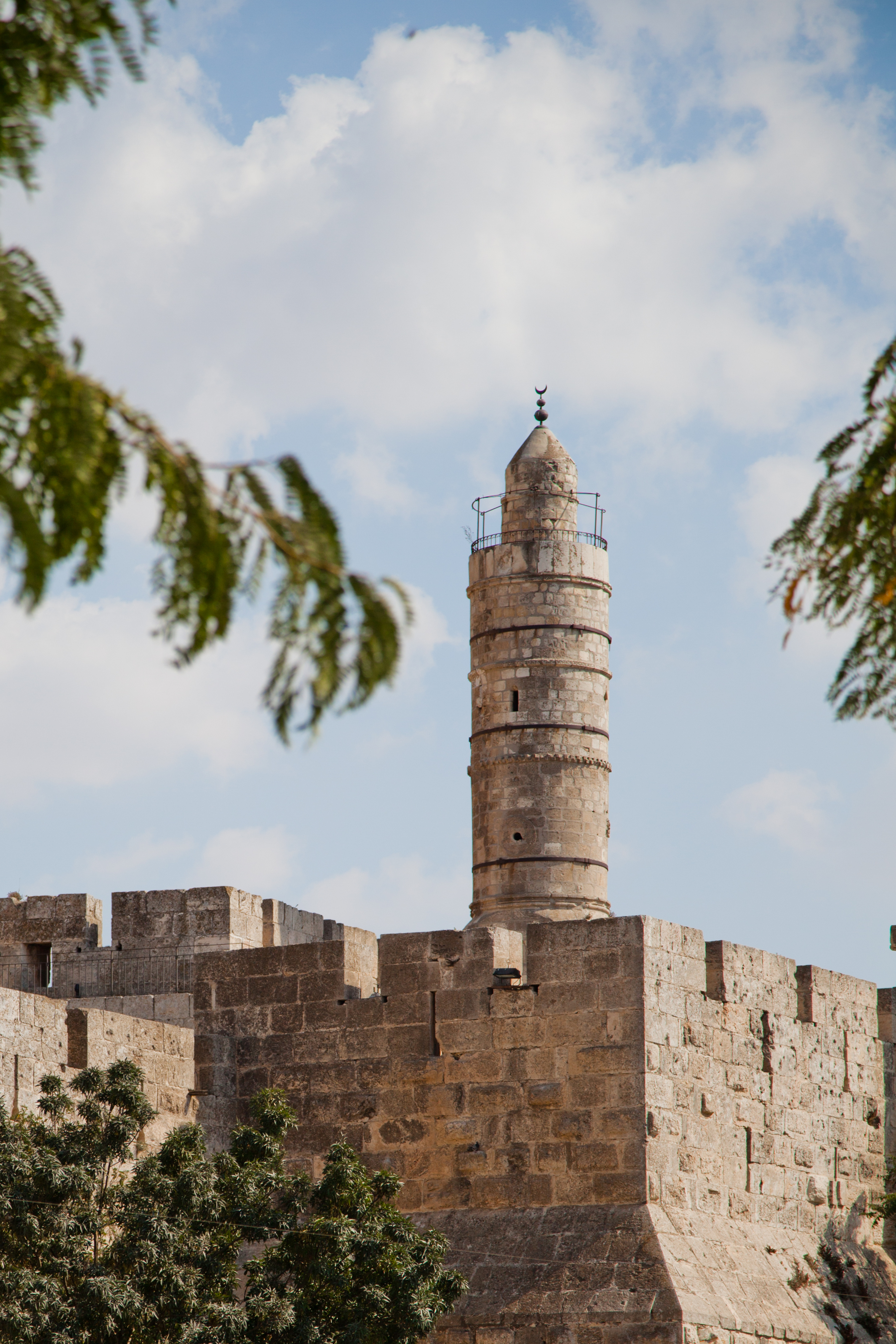
ارگ داوود و دیوارهای عثمانی

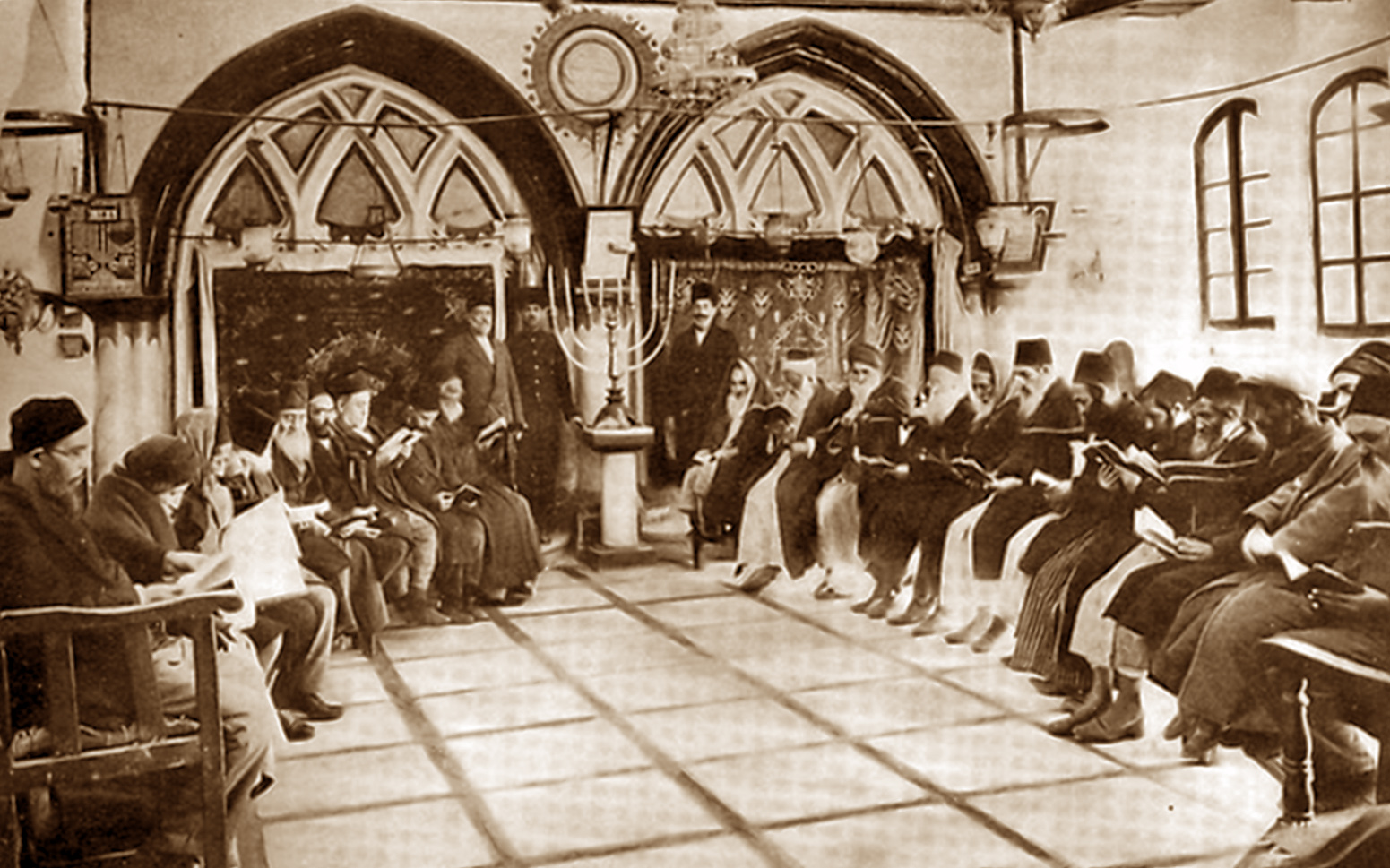
کنیسه‌ی سفاردی‌ها در سال ۱۸۹۳

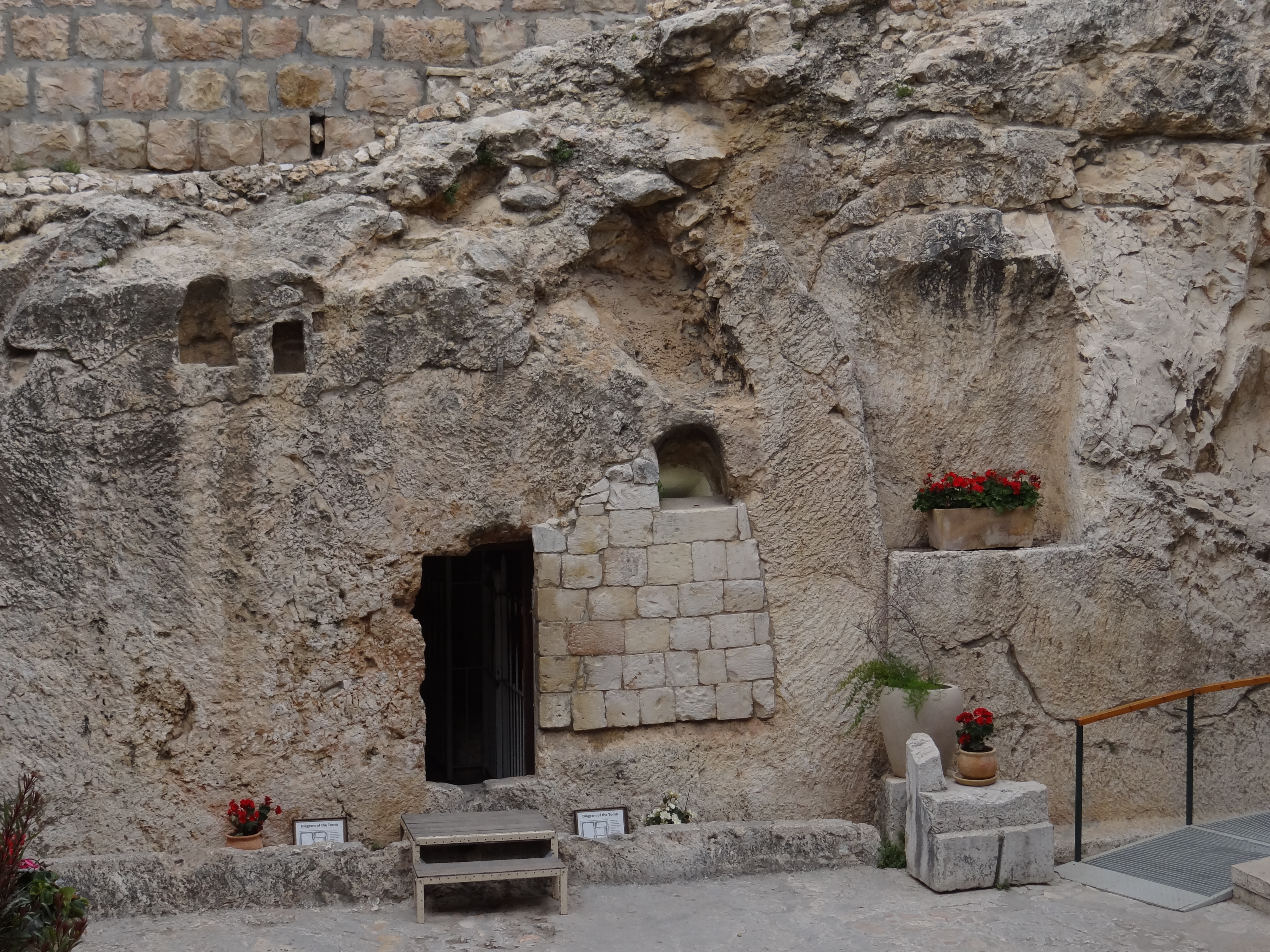
باغِ مقبره در اورشلیم - مکان مقدس جدیدتر ساخته شده توسط پروتستان‌های انگلیسی در قرن نوزدهم.

در سال ۱۵۱۷، اورشلیم به دست عثمانی‌ها افتاد و تا سال ۱۹۱۷ در کنترل آن‌ها باقی ماند. در زمان حکومت سلیمان یکم، اورشلیم شاهد دوران صلح و شکوفایی بوده و بسیاری از بناها از جمله بقایای دیوار شهر باستانی مورد بازسازی قرار گرفت. در بخش عمده‌ای از دوران حکومت عثمانی‌ها، اورشلیم تنها به عنوان استانی فرعی با وجاهت مذهبی باقی مانده و در شاهراه تجارت بین دمشق و قاهره قرار نداشت. بنا به کتاب تاریخ مدرن یا معاصر کشورها، نوشته‌شده در سال ۱۷۴۴، «به رغم از دست دادن شکوه باستانی خود، اورشلیم همچنان پایتخت فلسطین باقی مانده است.»
عثمانی‌ها پای بسیاری از نوآوری‌ها را به شهر باز کردند که از آن میان می‌توان به سیستم‌های پستی مدرن و خدمات حمل و نقل با کالسکه و دلیجان اشاره کرد. در میانهٔ قرن نوزدهم، نخستین جادهٔ روسازی شده از یافا به اورشلیم احداث شده و تا سال ۱۸۹۲ خط راه‌آهن به شهر رسید.
با الحاق اورشلیم به ولایت مصر توسط محمدعلی پاشا در ۱۸۳۱، کنسولگری‌های خارجی نیز در شهر فعال شدند. در ۱۸۳۶، ابراهیم محمد علی پاشا به ساکنان یهودی اورشلیم اجازه داد تا چهار کنیسای اصلی شهر، از جمله کنیسای خوربا را بازگشایی کنند.
در سال ۱۸۴۰ حاکمیت شهر مجدداً به عثمانی‌ها واگذار شد، با این وجود بسیاری از مسلمانان مصری در آن باقی مانده و یهودیانی از الجزیره و شمال آفریقا نیز در شهر ساکن شدند. در دهه‌های ۱۸۴۰ و ۱۸۵۰، قدرت‌های بین‌المللی رقابتی را برای پشتیبانی از اقلیت‌های مذهبی شهر آغاز کردند. بنا به روایتی از کنسول پروس، در سال ۱۸۴۶ جمعیت شهر برابر با ۱۶۴۱۰ نفر شامل ۷۱۲۰ یهودی، ۵۰۰۰ مسلمان، ۳۳۹۰ مسیحی، ۸۰۰ سرباز ترک و ۱۰۰ نفر اروپایی بوده است. در زمان حاکمیت عثمانی‌ها تعداد زائران مسیحی افزایش یافت، به‌طوری که در زمان عید پاک جمعیت شهر دو برابر می‌شد.
در دههٔ ۱۸۶۰، محله‌های جدیدی در بیرون دیوارهای شهر باستانی، برای اسکان زائران، کاهش تراکم جمعیت و بهبود وضعیت بهداشتی مرکز شهر احداث شد. بنا به گزارش یک خیریهٔ آمریکایی جمعیت تقریبی شهر در سال ۱۸۶۷ برابر با ۱۵۰۰۰ نفر، شامل ۴ تا ۵ هزار یهودی و ۶ هزار مسلمان بوده است. هر ساله حدود ۵ تا ۶ هزار زائر مسیحی روس نیز از شهر دیدن می‌کردند. در سال ۱۸۷۲، اورشلیم مرکز یک ناحیهٔ اجرایی مستقل از ولایت سوریه و تحت حاکمیت مستقیم استانبول، موسوم یه متصرفهٔ اورشلیم شد.

### قیمومیت بریتانیا (۱۹۱۷–۱۹۴۸)

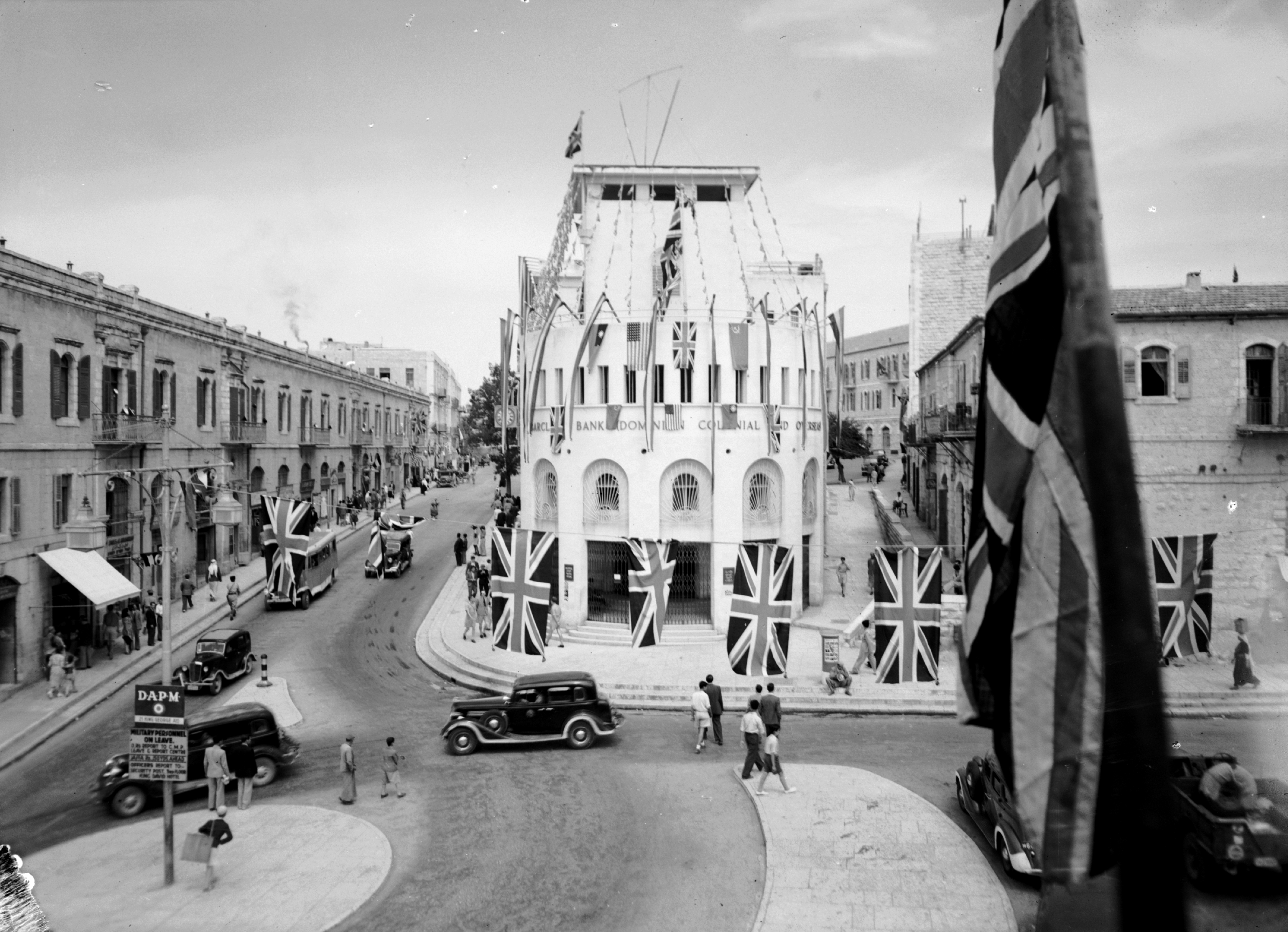
اورشلیم در روز پیروزی در اروپا، ۸ می ۱۹۴۵

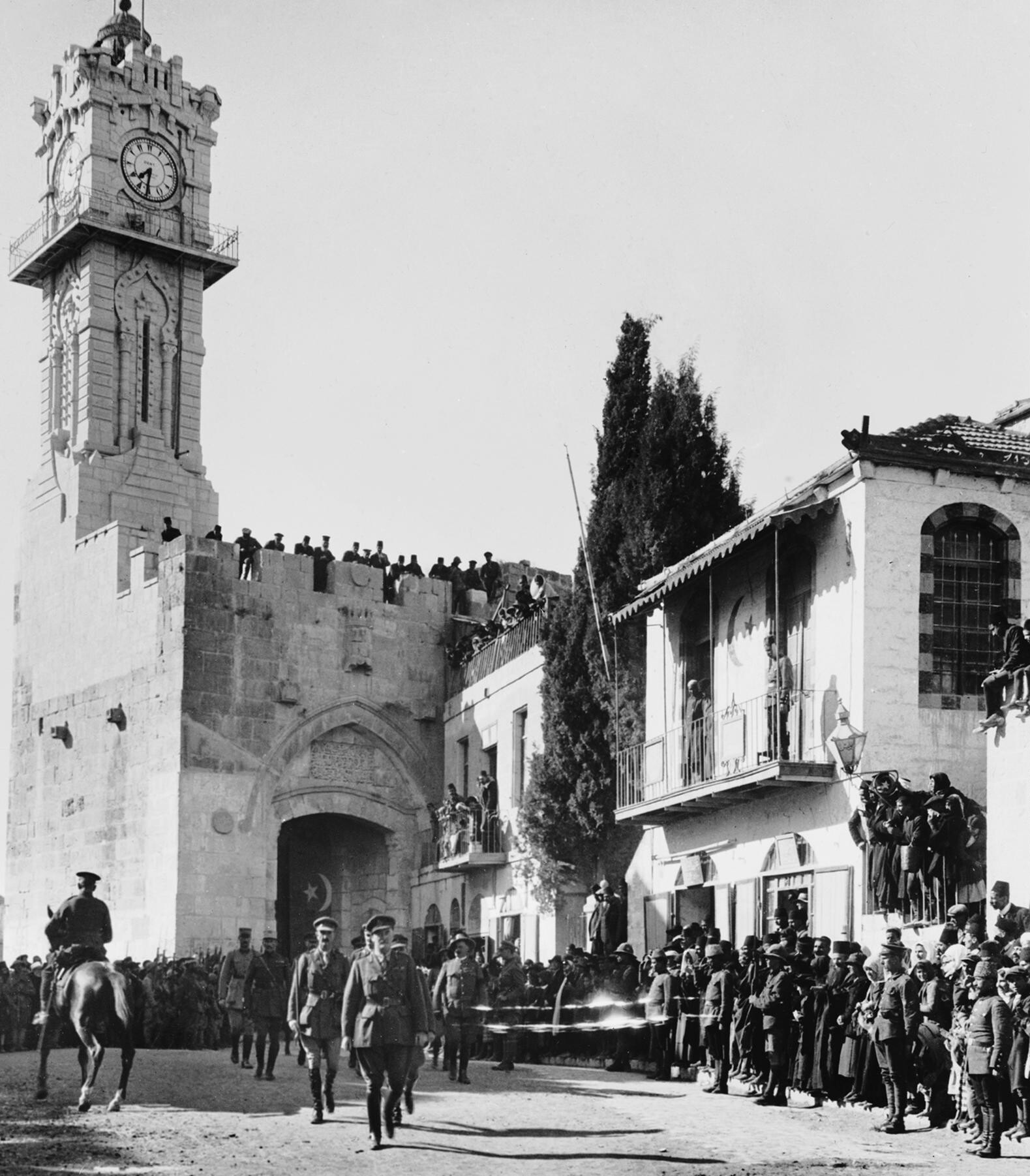
ورود ژنرال ادموند آلنبی به اورشلیم در ۱۱ دسامبر ۱۹۱۷

در سال ۱۹۱۷ پس از نبرد اورشلیم، ارتش بریتانیا، به فرماندهی ژنرال ادموند آلنبی، شهر را تصرف کرد. بعدها در سال ۱۹۲۲، جامعه ملل در کنفرانس لوزان حاکمیت اجرایی فلسطین، فرااردن و عراق را به پادشاهی بریتانیا واگذار کرد.
از سال ۱۹۲۲ تا ۱۹۴۸ جمعیت شهر از ۵۲۰۰۰ نفر به ۱۶۵۰۰۰ نفر افزایش یافته، که دو سوم آن یهودیان و یک سوم اعراب (مسلمان و مسیحی) بودند. با بدتر شدن رابطهٔ بین اعراب مسیحی و مسلمانان و جمعیت رو به افزایش یهودیان، اورشلیم شاهد ناآرامی‌های متعددی شد که شاخص‌ترین آن‌ها قیام ۱۹۲۰ جشنواره حضرت موسی بود. در دورهٔ قیمومیت بریتانیا، باغ‌های متعددی در حومهٔ غربی و شمالی شهر احداث شده و دانشگاه‌هایی از جمله دانشگاه عبری تأسیس شدند.

### شهرِ تقسیم شده: حاکمیت اردن و اسرائیل (۱۹۴۸ تا ۱۹۶۷ میلادی)
با به پایان رسیدن قیمومیت بریتانیا بر فلسطین، طرح سازمان ملل برای تقسیم فلسطین در سال ۱۹۴۷ پیشنهاد ایجاد یک رژیم بین‌المللی ویژه در شهر اورشلیم را مطرح کرد که بر اساس آن شهر به عنوان منطقه‌ای مجزا زیر نظر سازمان ملل اداره می‌شد. این رژیم بین‌المللی (که شهر بیت‌لحم را نیز در بر می‌گرفت) قرار بود به مدت ده سال برقرار باشد و سپس با برگزاری یک رفراندوم ساکنان شهر حکومت آیندهٔ آن را انتخاب کنند. با این وجود، این طرح با شروع جنگ ۱۹۴۸ و به دنبال آن با خروج بریتانیا و اعلام استقلال اسرائیل با شکست مواجه شد.
برخلاف طرح تقسیم، که بر اساس آن شهری جدا از کشورهای عربی و یهودی ترسیم شده بود، اسرائیل بخشی از شهر که بعدها اورشلیم غربی نامیده شد را به همراه بخش وسیعی از مناطق عرب‌نشین که برای کشور آیندهٔ عربی در نظر گرفته شده بود، به اشغال خود درآورد. اردن نیز کنترل بخش شرقی اورشلیم را به همراه کرانهٔ باختری رود اردن در دست گرفت. جنگ منجر به جابجایی جمعیت عرب و یهودی شهر شد. با اشغال محلهٔ یهودی‌نشین توسط هنگ عربی در ۲۸ ماه مه، ۱۵۰۰ نفر از ساکنان مجبور به ترک آن منطقه شده و چند صد نفر به اسارت گرفته شدند. ساکنان عرب محله‌های قطمون، طالبیه و شهرک آلمانی‌ها نیز از آن مناطق رانده شدند. پس از آتش‌بس، اسرائیل کنترل ۱۲ محله از ۱۵ محلهٔ عرب‌نشین شهر را در دست گرفت. حدود ۳۰۰۰۰ نفر از اعراب بی‌خانمان و مجبور به مهاجرت شدند.

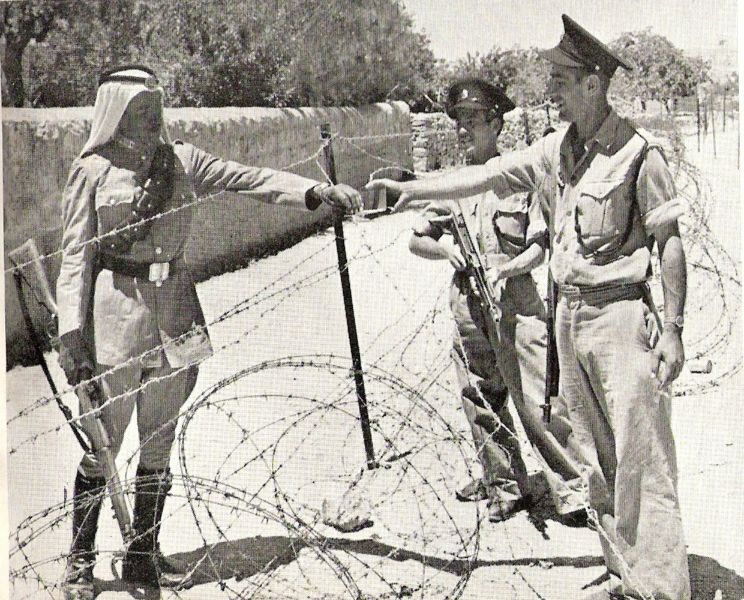
پلیس‌های اسرائیلی و سرباز هنگ عربی در نزدیکی دروازهٔ مندلباوم

جنگ ۱۹۴۸ شهر را به دو نیم تقسیم کرده و بخش باستانی به‌طور کامل در سمت اردنی قرار گرفت. در نوامبر ۱۹۴۸، منطقه‌ای حائل بین اورشلیم شرقی و غربی ایجاد شد: موشه دایان، فرماندهٔ نیروهای اسرائیلی در اورشلیم، با همتای اردنی خود عبدالله التل در خانه‌ای متروک در محلهٔ مصراره دیدار کرده و قلمرو دو طرف را تعیین کردند. این تقسیم‌بندی تقریبی، پس از توافق صلح ۱۹۴۹ نهایی شده و به‌واسطهٔ آن شهر رسماً به دو نیم تبدیل شده و کوه اسکوپوس به عنوان منطقهٔ درون بومِ اسرائیل در اورشلیم شرقی تعیین شد. دیواره‌های بتنی و سیم خاردار در مرکز شهر، در نزدیکی دروازهٔ یافا در غرب بخش باستانی، کشیده شده و گذرگاهی در دروازه‌ی ماندلباوم در شمال بخش باستانی در نظر گرفته شد. در خلال آن سال‌ها درگیری‌های نظامی متعددی توافق آتش‌بس را در شهر تهدید کرد.
پس از تأسیس دولت اسرائیل، اورشلیم پایتخت آن شد. در سال ۱۹۵۰ اردن به‌طور رسمی اورشلیم شرقی را ضمیمهٔ خاک خود کرد، در سال ۱۹۵۳ آن را «پایتخت دوم» خود نامید. این ضمیمه‌سازی اردن تنها توسط بریتانیا و پاکستان به رسمیت شناخته شد. با ابن وجود برخی از صاحب‌نظران در خصوص به رسمیت شناخته شدن توسط پاکستان تردید داشته‌اند.
پس از ۱۹۴۸، از آنجا که شهر باستانی به‌طور کامل در سمت اردنی خط صلح قرار گرفت، تمامی مکان‌های مقدس به کنترل اردن درآمد. در حالی‌که مکان‌های مقدس مسلمانان نگهداری و بازسازی شدند، به رغم مفاد پیمان صلح، از دسترسی یهودیان به مکان‌های مقدسشان، که بسیاری از آن‌ها تخریب یا هتک حرمت شده بودند، جلوگیری شد. اردن تنها دسترسی بسیاری محدودی به برخی از مکان‌های مقدس مسیحیان ایجاد کرده، و محدودیت‌های دیگری بر روی جمعیت مسیحیان وضع کرد که در نتیجهٔ آن بسیاری مجبور به ترک شهر شدند. در طی ۱۹ سال، از مجموع ۵۸ کنیسهٔ شهر باستانی، نیمی از آن‌ها، از جمله کنیسای خوربا و کنیسای تیفریت، تخریب یا به اصطبل و مرغدانی تبدیل شدند. گورستان یهودی ۳۰۰۰ سالهٔ کوه زیتون حتک حرمت شده و از سنگ قبرها برای ساخت راه و استحکامات نظامی استفاده شد. ۳۸۰۰۰ قبر گورستان یهودی تخریب شده، و از به خاک سپاری یهودیان در آن جلوگیری به عمل آمد. دیوار ندبه به مکان مقدس انحصاری مسلمانان تبدیل شد. مقامات اسرائیلی نیز از محافظت از قبرهای گورستان مأمن الله مسلمانان در اورشلیم غربی، که مدفن بسیاری از چهره‌های صدر اسلام بود، خودداری کرده، و ساخت پارکینگ و دستشویی عمومی در آن را تسهیل کردند. بسیاری از مکان‌های تاریخی دیگر نیز در زمان حاکمیت اردن تخریب و با ساختمان‌های مدرن جایگزین شدند. در این دوره، قبةالصخره و مسجدالاقصی مورد بازسازی کلی قرار گرفتند.

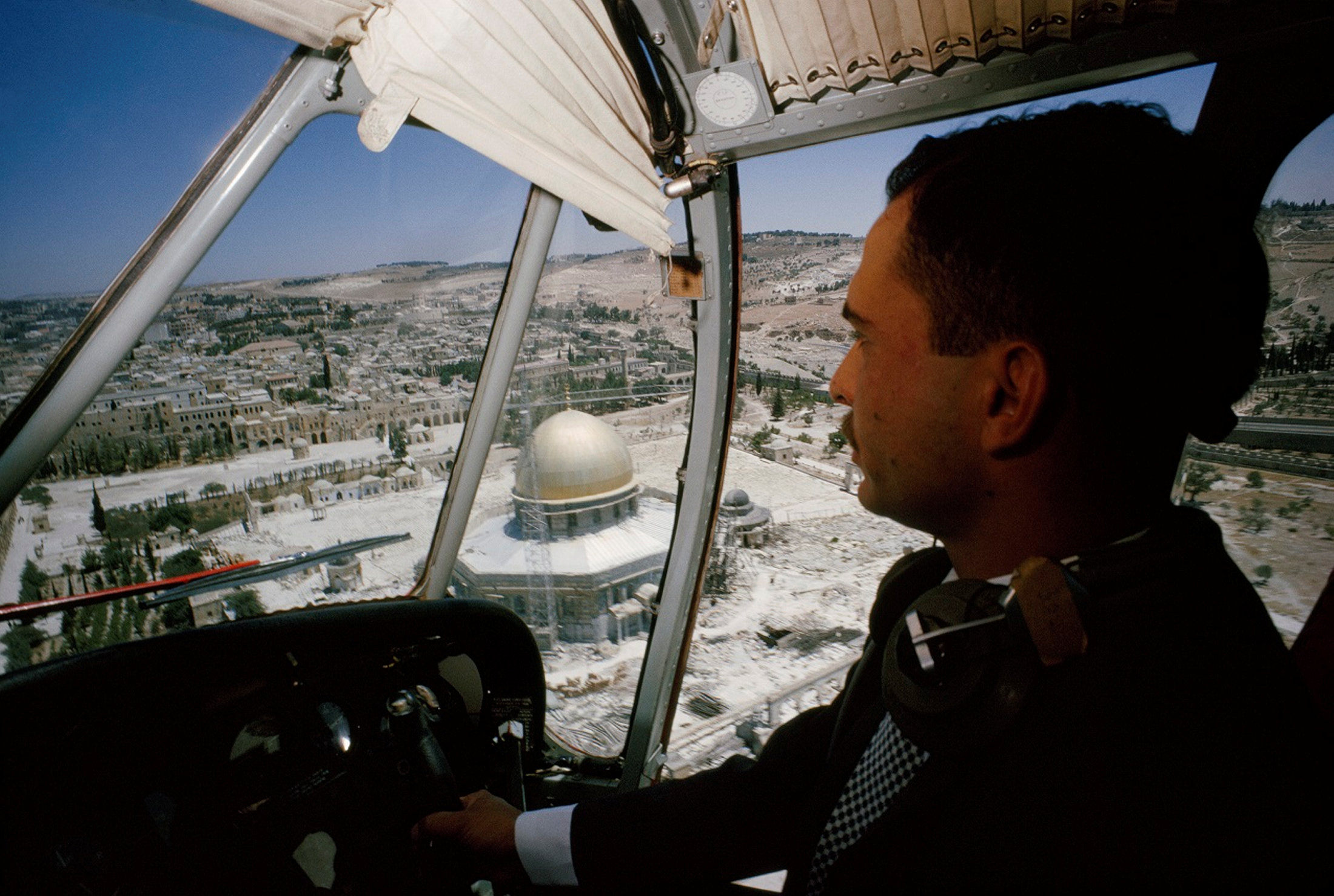
ملک حسین پادشاه اردن در حال پرواز بر فراز کوه معبد در اورشلیم شرقی، در زمان حاکمیت اردن در ۱۹۶۵

طی جنگ ۱۹۴۸، ساکنان اسرائیلیِ اورشلیم شرقی توسط هنگ عربی طرد و مجبور به مهاجرت شدند. اردن به اعراب فلسطینی آواره از جنگ اجازه داد تا در خانه‌های خالی محلهٔ یهودیان ساکن شوند. در سال ۱۹۶۶، مقامات اردنی ۵۰۰ تن از آن‌ها را در راستای طرح تبدیل محلهٔ یهودیان به پارک، به محلهٔ شعفاط منتقل کردند.

### حاکمیت اسرائیل (۱۹۶۷ میلادی تا کنون)

نقشهٔ اورشلیم شرقی (۲۰۱۰)

در سال ۱۹۶۷، اردن که در ۳۰ می قرادادی دفاعی با مصر منعقد کرده بود، به رغم تعهد برای بی‌طرفی در طی جنگ شش‌روزه، در روز دوم جنگ به اورشلیم غربی حمله کرد. پس از رویارویی مستقیم نیروهای اردنی و اسرائیلی در کوه معبد، ارتش اسرائیل اورشلیم شرقی را به تصرف خود درآورده و بخش‌هایی از کرانهٔ باختری، شامل ۲۸ روستای فلسطینی را ضمیمهٔ اورشلیم کرد. در ۱۰ ژوئیه، وزیر امور خارجهٔ اسرائیل در توضیح به دبیرکل سازمان ملل واژهٔ «ضمیمه سازی» را نادقیق دانسته و اقدامات اسرائیل را در راستای حفاظت از مکان‌های مقدس اورشلیم توصیف کرد. اسرائیل از ساکنان عرب مناطق ضمیمه شده سرشماری به عمل آورد و به آن‌ها اقامت دائم و امکان درخواست تابعیت اسرائیل داد. از سال ۱۹۶۷، محله‌های یهودی جدید متعددی در بخش شرقی ایجاد شد، در حالی‌که هیچ محلهٔ جدید فلسطینی‌ای شکل نگرفت.
دسترسی یهودیان و مسیحیان به مکان‌های مقدس داخل شهر باستانی مجدداً برقرار شد. اسرائیل کنترل کوه معبد را در اختیار مسلمانان قرار داده اما دسترسی یهودیان به دیوار ندبه را بازگشایی کرد. محلۀ مراکشی‌ها، که در مجاورت دیوار ندبه قرار داشت برای ساخت مهمانپذیر برای زائران دیوار ندبه تخلیه و تخریب شد. در ۱۸ آوریل ۱۹۶۸، بنا به فرمان وزارت اقتصاد اسرائیل، ساکنان مسلمان محلهٔ یهودیان از آن اخراج شده و ۷۰۰ خانهٔ آن‌ها مصادره شد. دولت به هر خانوادهٔ اخراج شده ۲۰۰ دینار اردن پیشنهاد کرد.
پس از جنگ شش روزه، جمعیت شهر ۱۹۶ درصد افزایش یافت. جمعیت یهودیان ۱۵۵ و جمعیت اعراب ۳۱۴ درصد افزایش یافت. نسبت جمعیت یهودیان از ۷۴ درصد در سال ۱۹۸۰، به ۷۲ درصد در سال ۱۹۸۰، ۶۸ درصد در سال ۲۰۰۰ و ۶۴ درصد در سال ۲۰۱۰ کاهش یافت. وزیر کشاورزی وقت اسرائیل آریل شارون پیشنهاد ساخت حلقه‌ای از محله‌های یهودی‌نشین به دورِ بخش شرقی شهر را مطرح کرد. هدف از این طرح تبدیل اورشلیم شرقی به منطقه‌ای عمدتاً یهودی‌نشین و جلوگیری از تشکیل بلوک شهری فلسطینی بین بیت لحم و رام‌الله بود. در دوم اکتبر ۱۹۷۷، کابینهٔ اسرائیل طرح را تصویب کرده، و متعاقباً ۷ محلهٔ جدید یهودی موسوم به محله‌های کمربندی در بخش شرقی احداث شد. بعدها محله‌های یهودی نشین بیشتری شکل گرفته و یهودیان در محله‌های عرب‌نشین نیز اسکان داده شدند.
الحاق اورشلیم شرقی با انتقادات جهانی همراه بود اما در واکنش، وزیر امور خارجه اسرائیل این الحاق را قانونی دانست. وضعیت نهایی اورشلیم یکی از بزرگ‌ترین اختلافات بر سر راه مذاکرات صلح فلسطین و اسرائیل بوده است. بخشی از این اختلافات شامل تعیین حدود بخش‌های فلسطینی و اسرائیلی و امکان برافراشته شدن پرچم فلسطین در بخش‌های فلسطینی‌نشین است.

## مردم

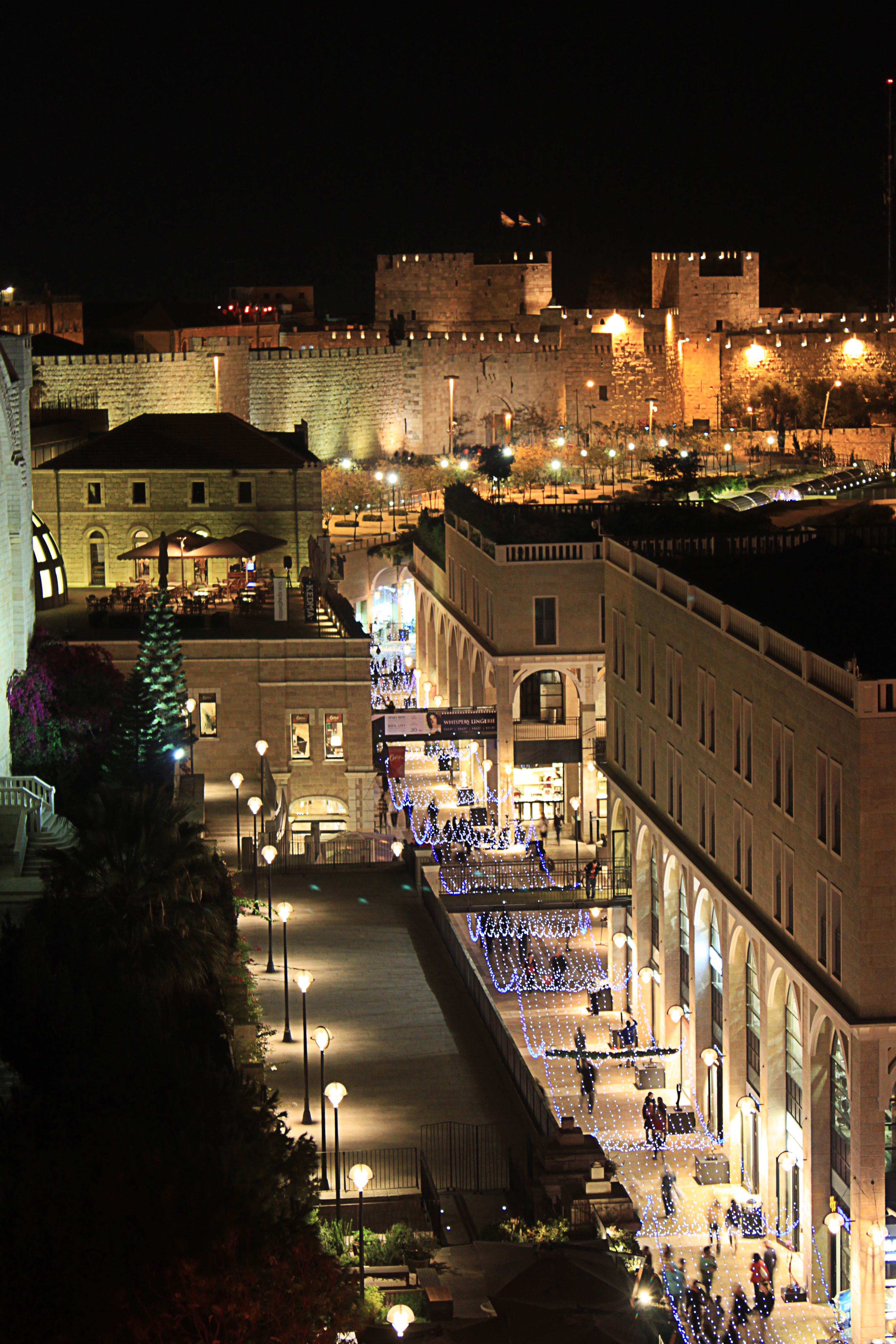
خیابان مامیلا با مغازه‌های مجلل که در کنار دیوارهای قدیمی شهر بنا شده است.

### زبان
زبان‌های عمومی در این شهر، زبان عبری و زبان عربی هستند.

### قومیت

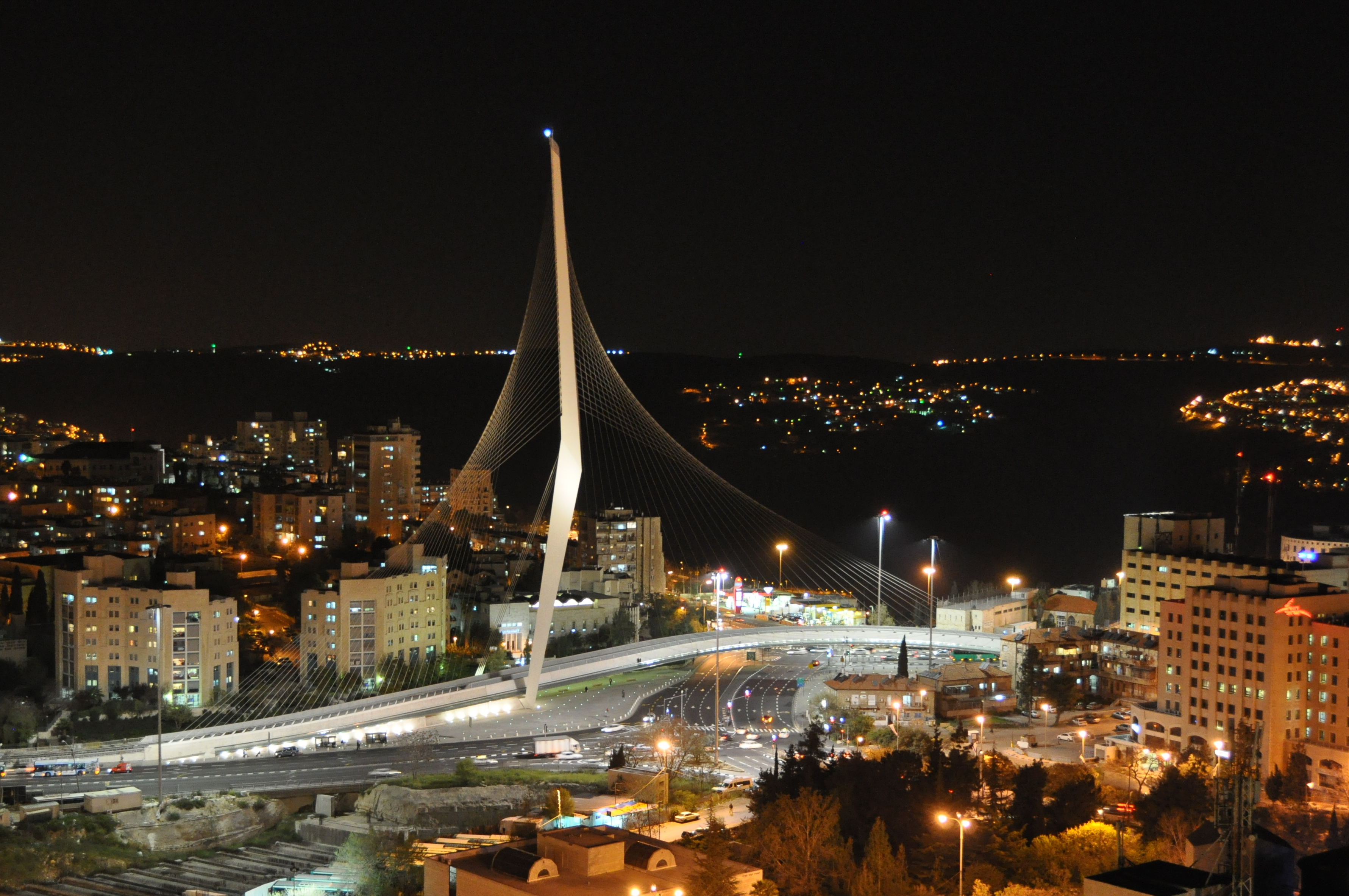
پل معلق اورشلیم.

طبق آمار سال ۲۰۱۳، ۳۹ درصد از جمعیت ۸۰۰ هزار نفری اورشلیم را مردم فلسطینی تشکیل می‌دهند.

### مذهب
در ترکیب مذهبی این شهر بنا بر آمار اداره مرکزی آمار اسرائیل در سال ۲۰۱۲ میلادی، ۵۰۲۸۳۰ نفر یهودی، ۲۸۸۱۷۰ نفر مسلمان، ۱۴۸۲۰ نفر مسیحی، ۹۰ نفر دروزی و ۹۳۹۰ نفر هم پیرو دیگر ادیان هستند.

### فرهنگ

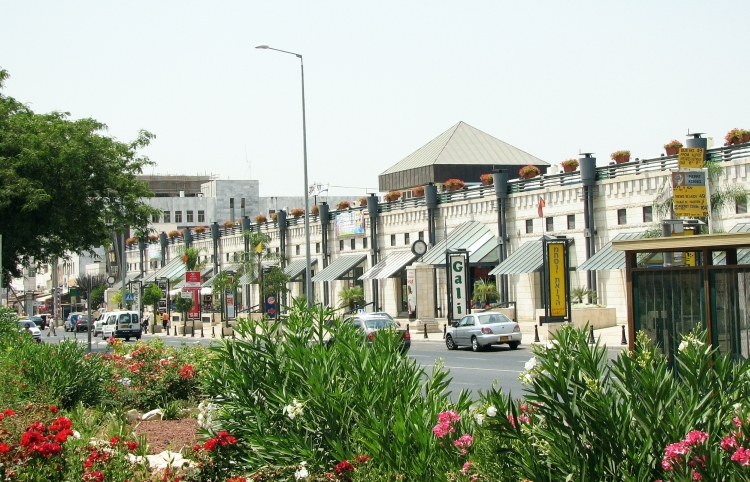
بازار هدار اورشلیم.

بسیاری از خانواده‌های یهودی سکولار ساکن اورشلیم، به دلیل فشارهای مذهبی یهودیان ارتدوکس، دیگر شهرهای اسرائیل را برای زندگی انتخاب کرده و اکثراً به تل‌آویو نقل مکان می‌کنند و در عوض مذهبیان اصولگرا به آن مهاجرت می‌کنند.

### جمعیت
جمعیت اورشلیم حدود هشتصد هزار نفر (شامل بخش قدیمی و جدید) است که از این تعداد حدود پانصد هزار نفر یهودی و حدود دویست و هشتاد و هشت هزار نفر مسلمان و حدود پانزده هزار نفر مسیحی (شامل ارمنی‌ها و سایر مسیحیان) و تعداد کمی دروزی و پیروان سایر ادیان است. در این شهر، ۵۰۲۰۰۰ نفر یهودی، ۲۸۸۰۰۰ نفر مسلمان، ۱۴۸۰۰ نفر مسیحی، ۹۰ نفر دروز و ۹۴۰۰ نفر با ادیان و مذاهب دیگر زندگی می‌کنند.

## شهر قدیمی اورشلیم

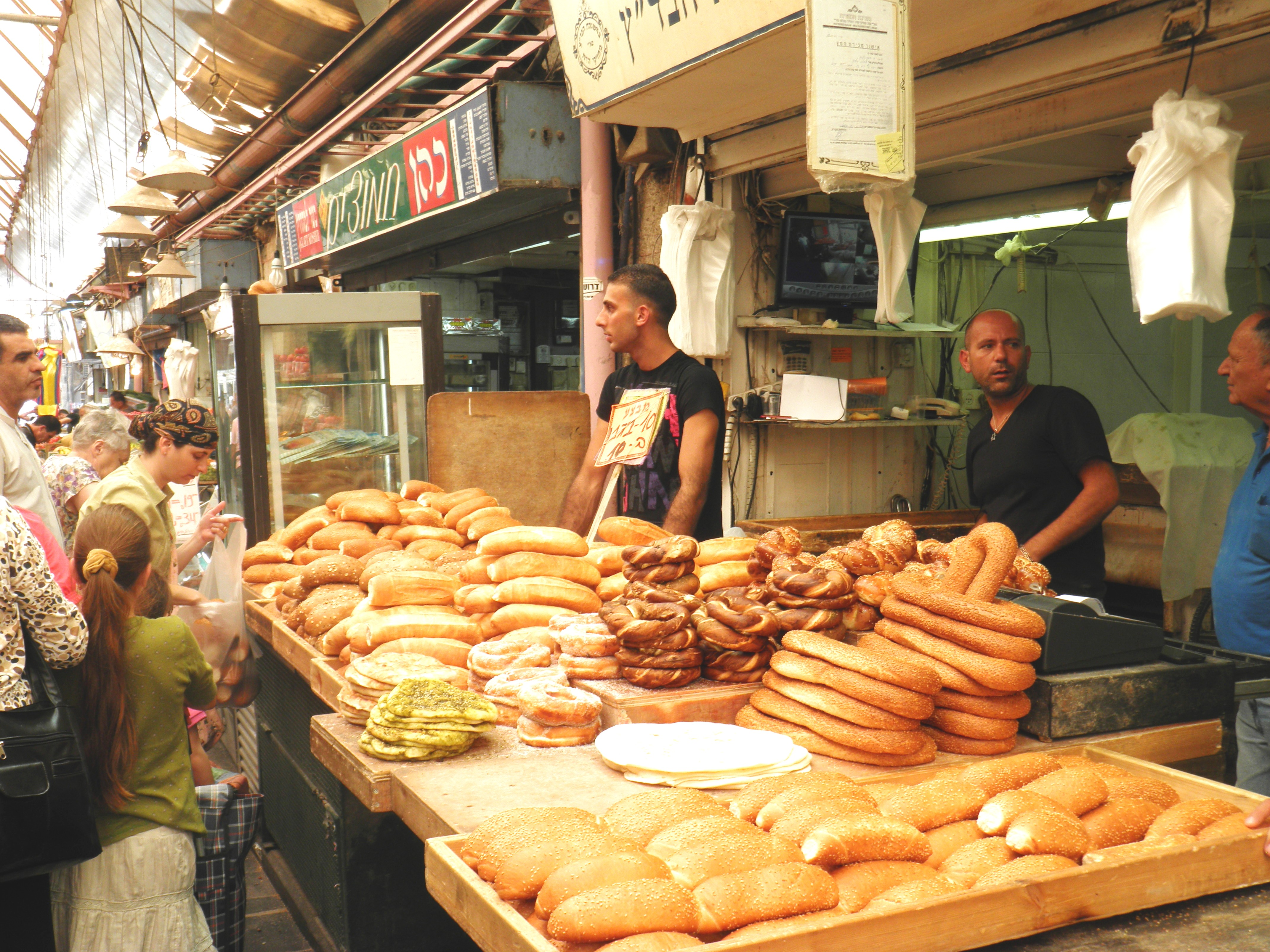
بازار مخنه یهودا، از بازارهای مهم اورشلیم محسوب می‌شود.

شهر قدیمی اورشلیم قلب اورشلیم یا همان بیت‌المقدس است. این شهر شکلی تقریباً به صورت مربع با طول ۱ کیلومتر و کوچه‌های باریک و تودرتو، با معماری تاریخی دارد که مشخصه هر چهار محله‌اش است – محله مسیحیها، محله مسلمانان، محله یهودیها و محله ارمنی‌ها. دورادور این شهر قدیمی را دیواری سنگی مثل دیوار قلعه‌های قدیمی فرا گرفته است.

### محله ارمنی‌ها
هر محله به نام دینی است که پیروانش بیشتر در آن زندگی می‌کنند. البته مسیحی‌ها در حقیقت دو محله دارند، چون ارمنی‌ها هم مسیحی‌اند. محله ارمنی‌ها از سه محله دیگر کوچک‌تر است و یکی از قدیمی‌ترین مناطق ارمنی‌نشین دنیاست. محله ارمنی‌ها از این جهت که فرهنگ و تمدن خاص خودش را در قالب کلیسای جامع یعقوب مقدس (سنت جیمز) و صومعه آن حفظ کرده، منحصربه‌فرد است.

### محله مسیحی‌ها
محله مسیحی‌ها خانه کلیسای مقبره مقدس است. بنایی که برای همه مسیحی‌های جهان مهم است چون به باور مسیحیان داستان زندگی عیسی از مصلوب شدن تا مرگ و رستاخیز همین‌جا رخ داده است. آن‌طور که در اکثر روایت‌های مسیحی آمده، عیسی را در جلجتا یا تپه کال‌وری، به صلیب کشیدند. قبر او داخل آرام‌گاه است و رستاخیزش هم همان‌جا بوده. کلیسا را گروهی متشکل از نمایندگان شاخه‌های مختلف مسیحیت اداره می‌کنند. گردانندگان اصلی کلیسای ارتدکس یونانی انطاکیه، راهبان فرقه فرانسیسکن کلیسای کاتولیک و کلیسای ارمنی‌ها هستند. اما اتیوپیها، قبطی‌ها و کلیسای ارتودکس سریانی هم مشارکت دارند.

### محله مسلمان‌ها
محله مسلمان‌ها از سه محله دیگر بزرگ‌تر است. مهم‌ترین جای محله فضایی است که مسلمان‌ها به آن حرم شریف می‌گویند. هم مسجدالاقصی و هم قبةالصخره در همین فضا واقع شده‌اند.
مسجدالاقصی پس از مسجد الحرام در مکه و مسجد النبی در مدینه، مقدس‌ترین مکان در دین اسلام است و اداره آن به عهده بنیاد وقف –و در رأس آن مفتی اعظیم بیت‌المقدس– است. مسلمانان معتقدند در شب اسراء، پیامبر اسلام از مکه به این‌جا سفر کرده و با روح همه پیامبران پیش از خود عیادت کرده است. کمی دورتر، بنای قبه‌الصخره قرار گرفته است. صخره در واقع سنگی است که مسلمانان معتقدند پیامبر اسلام از روی آن به معراج رفته است. مسلمان‌ها در تمام طول سال به این مکان مقدس می‌آیند. اما معمولاً شلوغ‌ترین زمان ماه رمضان است که در هر جمعه آن صدها هزار نفر برای نماز جمعه به مسجد می‌آیند.

### محله یهودی‌ها
محله یهودی‌ها خانه دیوار ندبه یا دیوار غربی یا دیوار براق است – که در زبان عبری به آن کتل می‌گویند. یهودیان معتقدند پرستش‌گاه اورشلیم (یا هیکل مقدس) این‌جا قرار داشته است. حرم درونی آن یا همان قدس‌الاقداس – کدش هاکدوشیم در زبان عبری – مقدس‌ترین مکان یهودیان بوده و هست. یهودیان معتقدند سنگی که جهان با آن بنا شده در این‌جا بوده و همین‌جا بوده که ابراهیم می‌خواسته پسرش اسحاق را قربانی کند (اسماعیل در باور مسلمانان). یهودی‌های بسیاری بر این باورند که قبه‌الصخره جایی است که قدس‌الاقداس قرار گرفته بود. امروزه دیوار ندبه (یا دیوار غربی) نزدیک‌ترین جا به قدس‌الاقداس است که یهودی‌ها می‌توانند در آن عبادت کنند. اداره دیوار بر عهده خاخامی است که به خاخام دیوار ندبه معروف است. هر سال میلیون‌ها نفر از این دیوار بازدید می‌کنند. یهودی‌های بسیاری هم از سراسر دنیا برای عبادت و نزدیکی با میراث‌شان به این‌جا می‌آیند به‌ویژه در ایام مقدس مانند روش هشانا یا یوم‌کیپور.

## جغرافیا

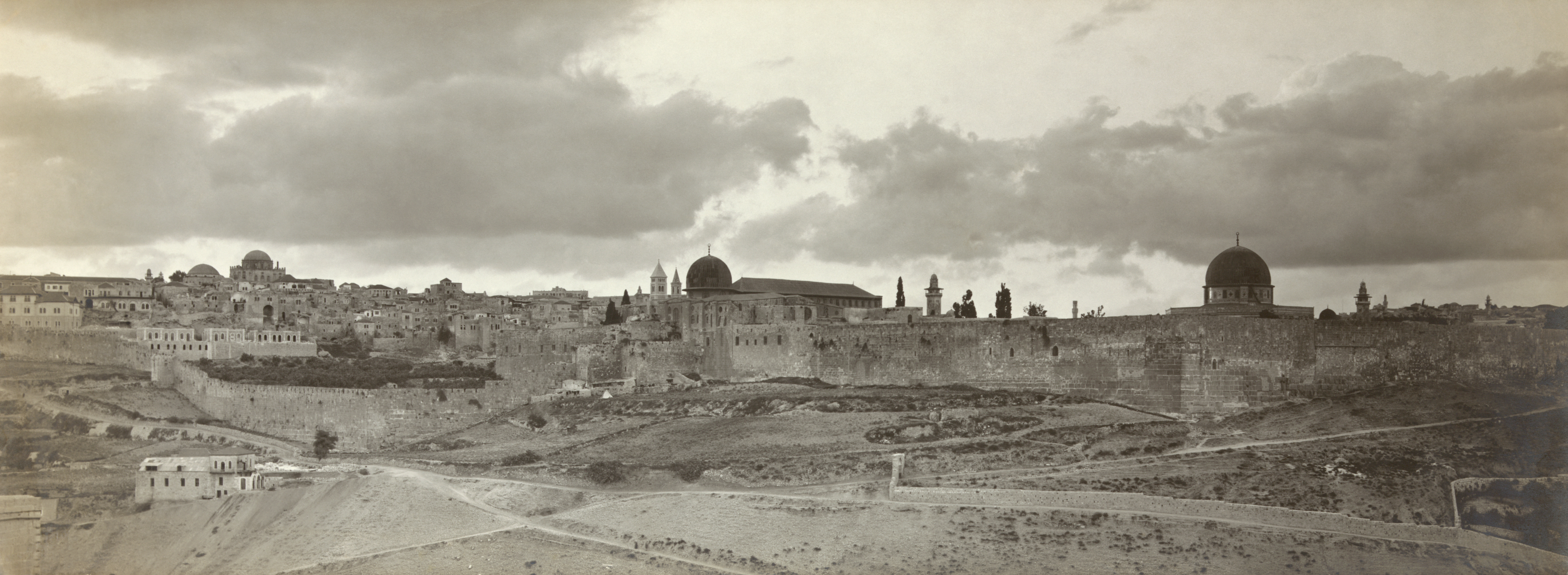
تصویری از اوایل قرن بیستم از سمت جنوب شرقی شهر.

اورشلیم در ۳۵ درجه و ۱۳ دقیقه طول شرقی و ۳۱ درجه و ۵۰ دقیقه عرض شمالی واقع شده است. این شهر بر روی کوه‌های یهودا که مقسم آب بین دره اردن در شرق و دریای مدیترانه در غرب است، بر روی دو تپه صخره‌ای به ارتفاع ۷۵۰ متر از سطح دریا در میانه کوه‌های بیت‌ایل (یا بیت ئیل) در شمال و حبرون یا الخلیل در جنوب، در فلات قدس و الخلیل واقع شده است. در جانب مغرب شهر دامنه کوه‌های یهودا گسترده است و در جانب مشرق دشت یهودا که تا بحرالمیت، «دریای مرده»، ادامه دارد. فاصله این شهراز کناره غربی کوه‌های یهودا ۱۵ تا ۱۶ کیلومتر و از کناره شرقی آن تنها ۲ کیلومتر است. بلندی ارتفاعات شمالی و جنوبی شهر به ۱۰۰۰ متر می‌رسد. چون بلندی شهر در میانه این دو ارتفاع کمتر از این است، شکل توپوگرافی این شهر به چیزی شبیه زین اسب بدل شده است. این وضعیت با شکل ساخت‌شناختی کوه‌های یهودا که همچون صخره‌ای یکپارچه و بدون دره است آن را به دژی تبدیل کرده که بر ناحیه وسیعی در پیرامون خود اشراف دارد. فاصله این شهر از ساحل مدیترانه ۵۲ کیلومتر و از دریای مرده ۲۲ کیلومتر و ارتفاع آن از سطح دریای مرده (که سطح آن از دریاهای آزاد پائین‌تر است) حدود ۱۱۵۰ متر است. اورشلیم از عمان ۸۸ کیلومتر، از دمشق ۲۹۰ کیلومتر، از بیروت ۳۸۸ کیلومتر و از قاهره ۵۲۸ کیلومتر فاصله دارد. این شهر در ملتقای راه‌های واصل بین شمال به جنوب و شرق به غرب در منطقه واقع شده و علاوه بر آن که از طریق راه‌های زمینی به شهرهایالخلیل، بیت‌لحم، رام‌الله و نابلوس می‌پیوندد، از طریق خط آهن نیز با تل‌آویو و یافا در ساحل مدیترانه مربوط است. فرودگاه قلندیه در بخش شمالی نیز ارتباط این شهر را با جهان خارج برقرار می‌کند.

### حصار اورشلیم

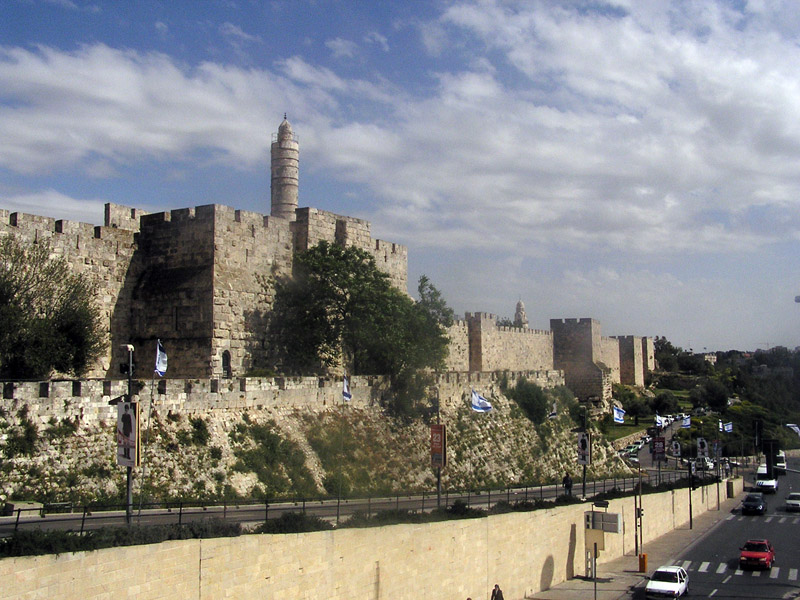
نمایی از برج داوود در کنار دروازه یافا

حصار شهر اورشلیم گرداگرد شهر کهن را فراگرفته است. 
این حصار دارای دروازه‌های است با نام‌های زیر:
- دروازه عمود
- دروازه ساهره
- دروازه جدید
- دروازه یافا
- دروازه مغاربه
- دروازه نبی داود
- دروازه اسباط

## وضعیت حقوقی

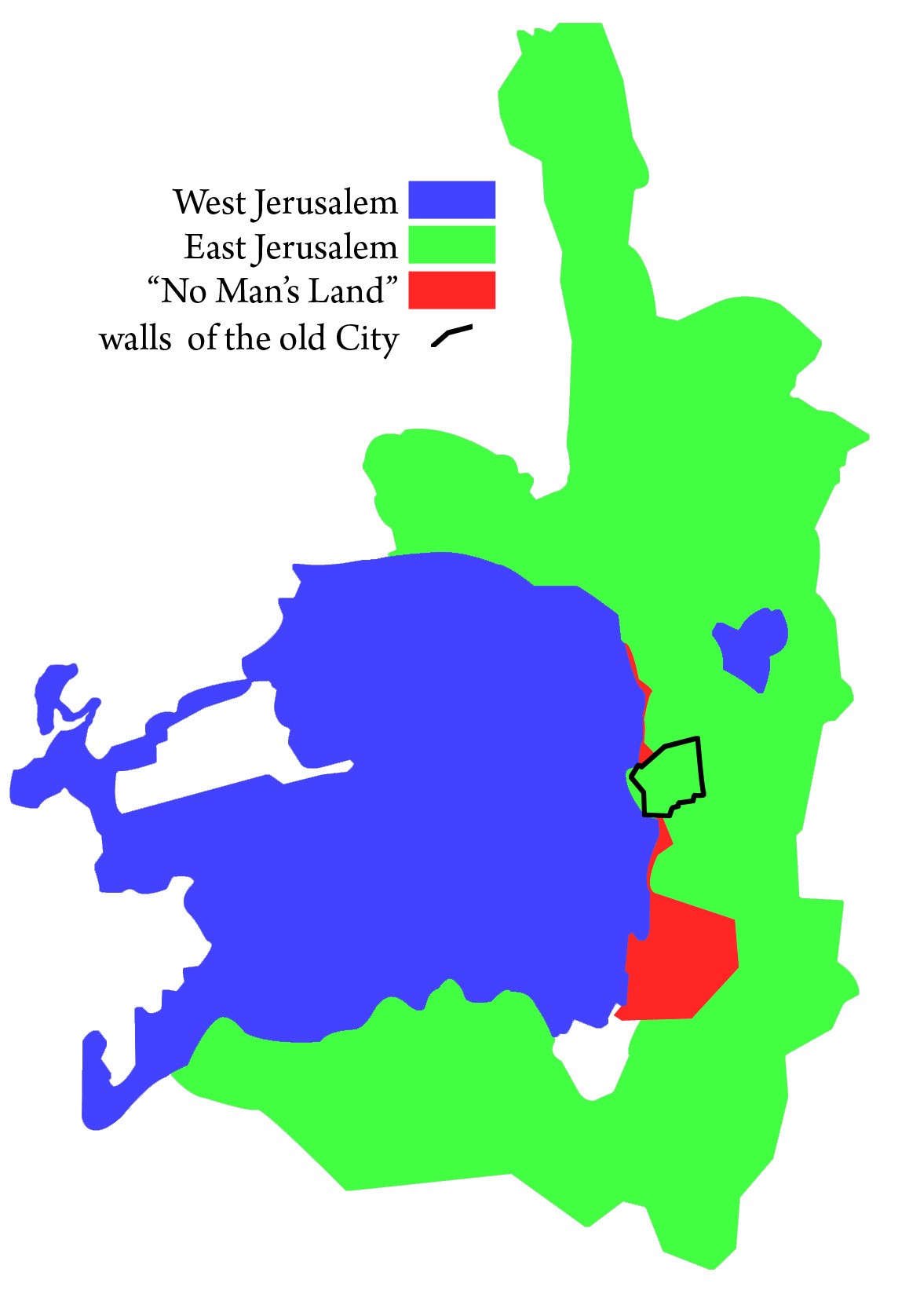
نیلی (آبی): بیت‌المقدس غربی سبز: بیت‌المقدس شرقی سرخ: زمین بی‌ساکن سیاه: دیوار شهر قدیمی

وضعیت اورشلیم یکی از مهم‌ترین موضوعات در مناقشه اسرائیل و فلسطین بوده است. در سال ۱۹۴۷ قطعنامه ۱۸۱ مجمع عمومی سازمان ملل متحد در مورد حکومت آینده فلسطین مقرر کرد تا این شهر برای یک دوره ده ساله تحت کنترل هیچ‌کدام از دو کشور فلسطین و اسرائیل قرار نگیرد و با یک رژیم ویژه بین‌المللی با نظارت سازمان ملل متحد اداره شود. اما این طرح هیچگاه اجرایی نشد. با پایان جنگ ۱۹۴۸ بخش غربی شهر به تصرف اسرائیل و بخش شرقی به تصرف اردن درآمد و اسرائیل در جنگ شش روزه بخش شرقی را نیز تصرف کرد. جامعه جهانی حضور اسرائیل در بیت‌المقدس شرقی و بخش‌های دیگر کرانه باختری رود اردن را «اشغال نظامی» می‌داند و به همین دلیل هم با ساخت شهرک‌های یهودی‌نشین در این مناطق مخالف است.
در ۳۱ ژوئیه ۱۹۸۰ با تأیید کنست (مجلس اسرائیل که سال‌هاست در اورشلیم یا همان بیت‌المقدس واقع است) پایتختیِ اورشلیم طبق مرزهای تعیین شده توسط دولت اسراییل در سال ۱۹۶۷، به یک اصل قانونی در حقوق اسراییل تبدیل شد. در پاسخ شورای امنیت سازمان ملل متحد طی قطعنامهٔ ۴۷۸ در همان سال، اسراییل را برای اتخاذ این قانون سرزنش کرد و تأکید کرد که این اقدام اسرائیل، مخالف قانون‌های بین‌المللی است، و از اطلاق پذیری کنوانسیون ۱۹۴۹ ژنو بر بخش غربی اورشلیم جلوگیری نخواهد کرد، زیرا این شهر جزء فرمانداری اورشلیم تحت قدرت ملی فلسطین پنداشته می‌شود. سازمان آزادی‌بخش فلسطین مرکزی را در بخش شرقی اورشلیم اداره می‌کرد که به دستور وزارت کشور اسراییل بسته شد.

### تنش پایتخت اسرائیل و اورشلیم
دونالد ترامپ، رئیس‌جمهور آمریکا، در تاریخ ۶ دسامبر ۲۰۱۷ میلادی با توجه به مصوبهٔ سال ۱۹۹۵ کنگره ایالات متحده دربارهٔ انتقال سفارت این کشور به اورشلیم، دستور اجرایی شدن این مصوبه را صادر کرد و این شهر را به عنوان پایتخت اسرائیل به رسمیت شناخت. در انتشار این خبر ترامپ اشاره‌ای به تقسیم اورشلیم غربی و قدس شرقی به عنوان پایتخت اسرائیل و فلسطین نکرده و بی‌بی‌سی فارسی با لحنی بی‌پرده به نقل از وی گفت: «دونالد ترامپ، رئیس‌جمهوری آمریکا بیت‌المقدس را به عنوان پایتخت اسرائیل به رسمیت شناخت». این لحن ترامپ باعث بالا گرفتن تنش‌ها بین دو طرف اسلامی و یهودی شد. بلافاصله با انتشار گفته‌های ترامپ، صداهای فارسی‌زبان مطرح اسرائیل در بی‌بی‌سی فارسی به موضوع تقسیم بیت‌المقدس بین اسرائیل و فلسطین اشاره کردند. ترامپ در سخنانش تأکید کرده بود که رسمی شدن بیت‌المقدس به عنوان پایتخت اسرائیل برای آمریکا، موضع‌گیری کاخ‌سفید به نفع یکی از طرفین درگیر نیست و تصمیم نهایی دربارهٔ مرزبندی و تقسیم بیت‌المقدس با اسرائیل و فلسطینیان است.

#### به رسمیت شناختن یا نشناختن مرزهای ۱۹۶۷ اسرائیل
حسین علیزاده که دیپلمات سابق جمهوری اسلامی ایران است دربارهٔ اینکه برخی منکر وجود کشور اسرائیل می‌شوند گفت: دسامبر ۲۰۱۲ در دوران محمود احمدی‌نژاد، محمود عباس قطعنامه‌ای را در مجمع عمومی سازمان ملل متحد به رأی گذاشت که از نقشه تاریخی سرزمین فلسطین به نسبت ۲۲ به ۷۸ بین فلسطین و اسرائیل تقسیم می‌شد تا صلح برقرار شود که رأی بسیاری آورد از جمله رأی مثبت جمهوری اسلامی ایران به عنوان رئیس جنبش عدم تعهد در آن زمان که به ۱۲۰ عضو جنبش عدم تعهد توصیه کرد که به طرح محمود عباس رأی مثبت بدهند. از طرفی افزود که سید علی خامنه‌ای نیز در گفته‌هایش مخالفتی با مرزهای ۱۹۶۷ برای تشکیل کشور فلسطین نداشته است چیزی که مورد تأیید حماس نیز می‌باشد و در اردیبهشت ۱۳۹۶ خالد مشعل گفته است: «در سند سیاسی جدید حماس آمده است که برپایی کشور مستقل فلسطین در مرزهای ۱۹۶۷ یک توافق ملی است» اما از طرفی به نقل از خبرگزاری‌های ایران در حالی که حماس فراخوان آشکار نابودی اسرائیل را حذف کرده همچنان کشور اسرائیل را به رسمیت نمی‌شناسد و سعی می‌کند که نزاع را به جای یهودیان (یا یهودیت) روی صهیونیسم (به گفته وی اشغالگر) متمرکز کند از این رو دیوید کیز سخنگوی نخست‌وزیر اسرائیل این رویکرد حماس را صلح‌آمیز ندانسته و حماس را در تلاش برای فریب جامعه جهانی برای کاهش فشارها می‌داند و کیز می‌گوید که حماس در تلویزیون عربی زبان خود و مساجد و مدارس هر روز تبلیغ می‌کند که: «اسرائیل را از بین ببرید؛ و نسل یهودیان را باید از بین برد.»
از بین سرزمین‌های اشغال‌شده توسط اسرائیل بعد از ۱۹۶۷، در ۱۹۸۲ نیروهای دفاعی اسرائیل از شبه‌جزیره سینا عقب‌نشینی یک‌جانبه کرده و مطابق معاهده صلح اسرائیل و مصر این منطقه دیگر اشغالی شناخته نشد. همچنین در سپتامبر ۲۰۰۵ به‌طور یک‌جانبه اعلام آزادی نوار غزه را اعلام کرد اما تا سال ۲۰۰۹ به گزارش سازمان عفو بین‌الملل اسرائیل کنترل حریم هوایی غزه، آب محلی، برق و ارتباطات آن را در دست داشته و خروج و ورود کالا و مردم به صورت هوایی یا دریایی از غزه و مرز آن با مصر را کنترل می‌کند همچنین حمله‌های کنترل شده در غزه از جمله دستگیری مردان تحت تعقیب یا عملیات‌هایی اصطلاحاً کشتارهای هدف‌گیری‌شده که در حملات هوایی حجم بالایی از غیرنظامیان نیز در آن گزارش شدند و همچنان از سوی سازمان ملل، آمریکا، بریتانیا و غیره همچنان نیروی اشغالگر در نوار غزه شناخته می‌شود اگرچه اسرائیل انکار می‌کند. ضمیمه شرق اورشلیم و بلندی‌های جولان به اسرائیل توسط هیچ کشوری به رسمیت شناخته نشد (قطعنامه ۴۹۷ سازمان ملل).
پیش از این اظهارات ترامپ به ویژه در دولت اوباما طی سال‌های گذشته، زمانی که توافق صلح بین فلسطینیان و اسرائیل با تشکیل کشور و دولت فلسطین پررنگ شده بود شعار خمینی مبنی بر «اسرائیل باید از صفحه روزگار محو شود.» در آستانه نوروز ۱۳۹۵ روی موشک‌های مانور موشکی سپاه پاسداران جمهوری اسلامی ایران قرار داده شد و جمهوری اسلامی از هر گونه ارتباطات ورزشی یا رفت‌وآمد با اسرائیل ممانعت کرد.

#### اشغال بخش فلسطینی توسط اسرائیل
اسرائیل از ۱۹۸۰ منطقه شرقی اورشلیم بزرگ را که به بخش فلسطین اشغالی معروف است رسماً به خاک خود اضافه کرد اما مورد تأیید جامعه جهانی قرار نگرفت. شهر قدیمی که هیکل سلیمان در آن است از نظر یونسکو متعلق به هیچ کشوری (نه فلسطین نه اسرائیل) نیست و در مرز اورشلیم شرقی و غربی واقع است. یونسکو سال ۲۰۱۱ مجدد تأکید کرد که موضع خود را تغییر نداده و مطابق با قطع‌نامه‌های سازمان ملل متحد منطقه شرقی اورشلیم را منطقه فلسطینی اشغالی از اورشلیم مدرن یا بزرگ عنوان کرد که معضل کلی اورشلیم باید در مذاکرات دوطرفه قطعی حل شود. از زمان اشغال منطقه شرقی توسط اسرائیل شهرک‌سازی در این منطقه از شهر مقدس ادامه داشته است. نقشه جزء به جزء مناطق اشغالی

#### ترامپ و اسرائیل در تضاد با سازمان ملل
دسامبر ۲۰۱۷ پاپ فرانسیس و دبیرکل سازمان ملل متحد، آنتونیو گوترش مخالفت اکید خود را با تصمیم یک‌طرفه ترامپ عنوان کردند. شورای امنیت سازمان ملل پیش‌نویس قطعنامه‌ای را مبنی بر تجدیدنظر در تصمیم کاخ سفید مطرح کرد که با موافقت تمام اعضا مواجه شد اما توسط آمریکا وتو شد (حق وتو در شورای امنیت سازمان ملل متحد) و بنیامین نتانیاهو در پیامی ویدئویی از ترامپ و هیلی تشکر کرد. نیکی هیلی، سازمان ملل را به دشمنی با اسرائیل متهم کرد.

## مراکز آموزشی
دانشگاه عبری اورشلیم بر بالای تپه‌ای به نام کوه اسکوپوس قرار دارد. این دانشگاه، یکی از برترین دانشگاه‌های اسرائیل است.
مرکز درمانی هداسا، از بیمارستان‌های دانشگاهی اسرائیل و یکی از برترین بیمارستان‌های اسرائیل است که بر بلندی‌های کوه اسکوپوس در اورشلیم واقع شده است.
دانشگاه قدس نیز دانشگاهی فلسطینی است که در قسمت شرقی شهر اورشلیم واقع شده است.
کتابخانه ملی اسرائیل با ۵ میلیون نسخه دارایی، مالک بزرگ‌ترین کتابخانه جهان به زبان عبری نیز در شهر اورشلیم واقع شده است.

## اورشلیم در آثار
اورشلیم همواره در آثار هنرمندان بازتاب‌های فراوانی داشته است.
تا پایان آوریل ۲۰۱۹ نمایشگاهی با عنوان «به اورشلیم خوش آمدید» در موزه یهود برلین برپا بود
که آثار هنری مربوط به اورشلیم را به نمایش گذاشته بود. گفتنی است نتانیاهو مسئولان این موزه را به «حمایت و جانبداری از دیدگاه فلسطینیان» متهم کرده و حتی از مقامات دولتی آلمان خواسته است که بودجه موزه یهود برلین را کاهش دهند.
اورشلیم در آثار نویسندگان نیز بازتاب فراوانی داشته است. آیشمن در اورشلیم: گزارشی در باب ابتذال شر کتابی است از هانا آرنت، نظریه‌پرداز سیاسی آلمانی، که در سال ۱۹۶۳ منتشر شد. آرنت در این کتاب گزارشی از محاکمهٔ آدولف آیشمن به دست داده است. آیشمن در دادگاهی در اورشلیم به ۱۵ جرم مختلف که مهم‌ترین آن‌ها «جنایت علیه قوم یهود»، «جنایت علیه بشریت» و «جنایت جنگی در دورهٔ آلمان نازی» بود، متهم و محکوم شد و در سال ۱۹۶۲ میلادی در اسرائیل «اعدام» شد.